# Weltmusikfestival Horizonte

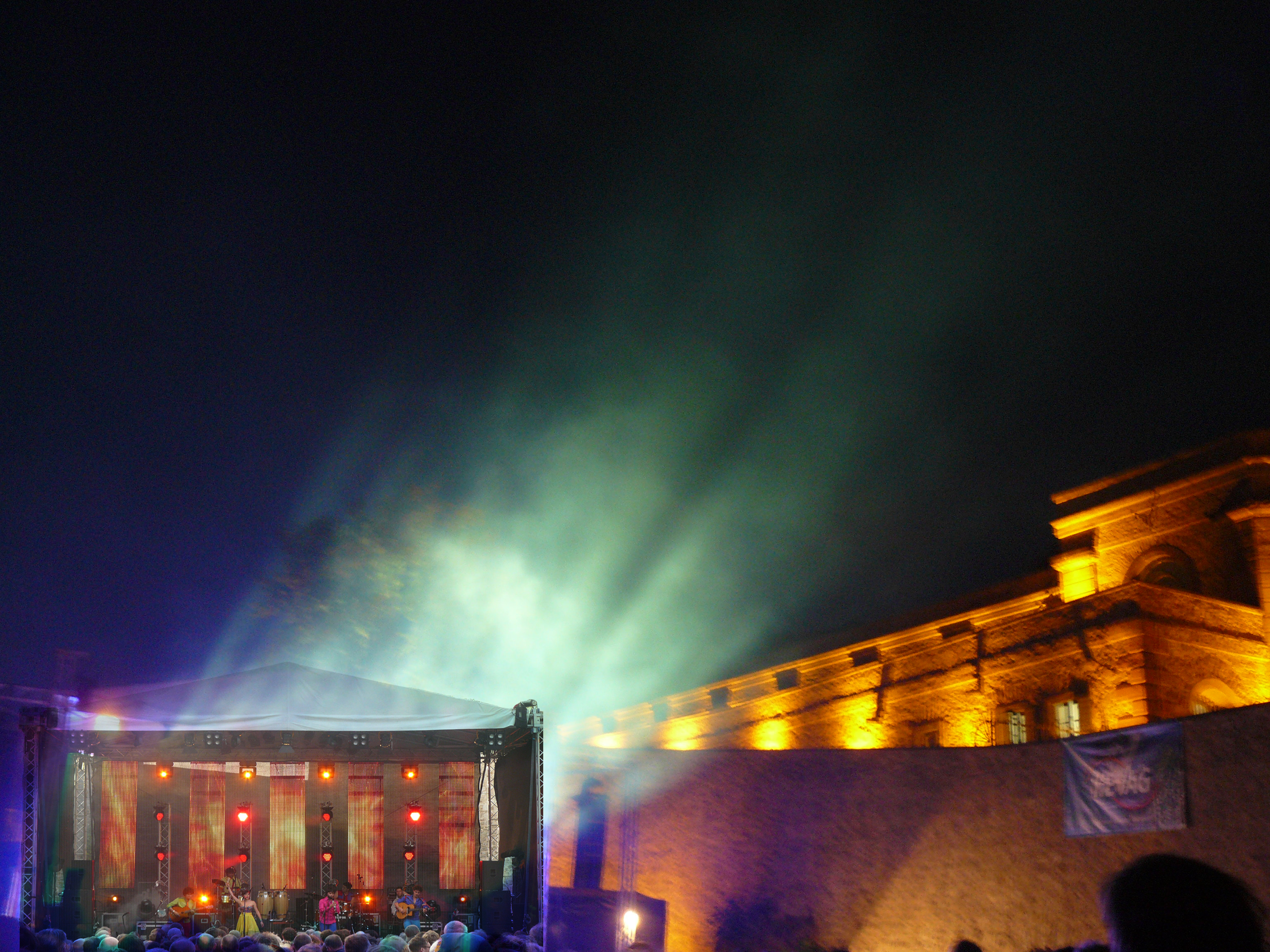
Festung Ehrenbreitstein bei Nacht (2013)

Das Horizonte Festival ist ein etabliertes Weltmusikfestival, das seit 2003 jährlich auf der Festung Ehrenbreitstein in Koblenz stattfindet. Veranstaltet wird es von einem Förderverein Kultur, der Künstlerinnen und Künstler aus aller Welt an den Rhein bringt.

## Geschichte

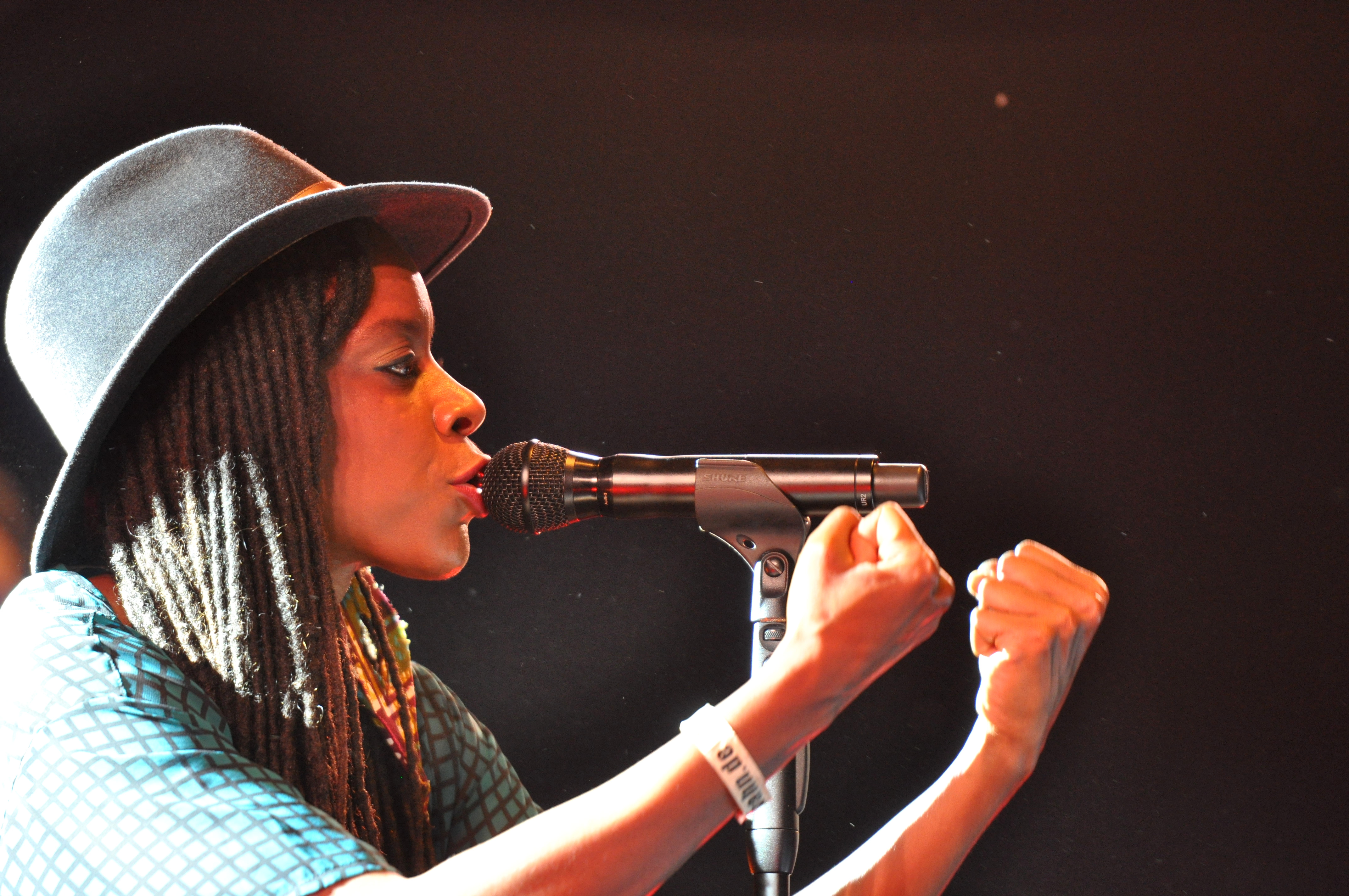
Akua Naru (2015)

Das Open-Air-Festival wurde zum ersten Mal im Jahr 2003 veranstaltet. Künstler aller fünf Kontinente präsentieren eine Mischung aus traditioneller und zeitgenössischer Musik ihrer jeweiligen Heimat. Musiker wie z. B. Calexico, Daniela Mercury, Nigel Kennedy, Jorge Ben Jor oder auch Tinariwen waren zu Gast beim Weltmusikfestival Horizonte. Bei dem Fest geht es vor allem darum, interkulturelle Kontakte zu fördern und den Künstlern die Möglichkeit zu bieten, ihre jeweilige Kultur zu präsentieren. Die Konzerte finden auf mehreren Bühnen statt.
Vorläufer des Weltmusikfestival Horizonte war das Blumenhoffestival, welches seinen Fokus bereits auf Weltmusik gerichtet hatte. Da der Ansturm bald die Kapazitäten des Blumenhofes überstieg, wurde nach einem weitläufigeren Austragungsort gesucht. Das Horizonte Weltmusikfestival feierte seine Premiere schließlich 2003 auf der Festung Ehrenbreitstein. In den Anfangsjahren zog das Festival mehrere Tausend Besucher an, im Jahr 2007 zählte das Festival 6.000 Besucher und im Jahr 2011, als auch die Festung Ehrenbreitstein für die Koblenzer Bundesgartenschau genutzt wurde, waren es rund 10.000 Besucher. Mittlerweile verzeichnen die Veranstalter an drei Tagen mehr als 20.000 Besucher, die neben Musik aus aller Welt auch einen internationalen Streetfood-Markt erleben.

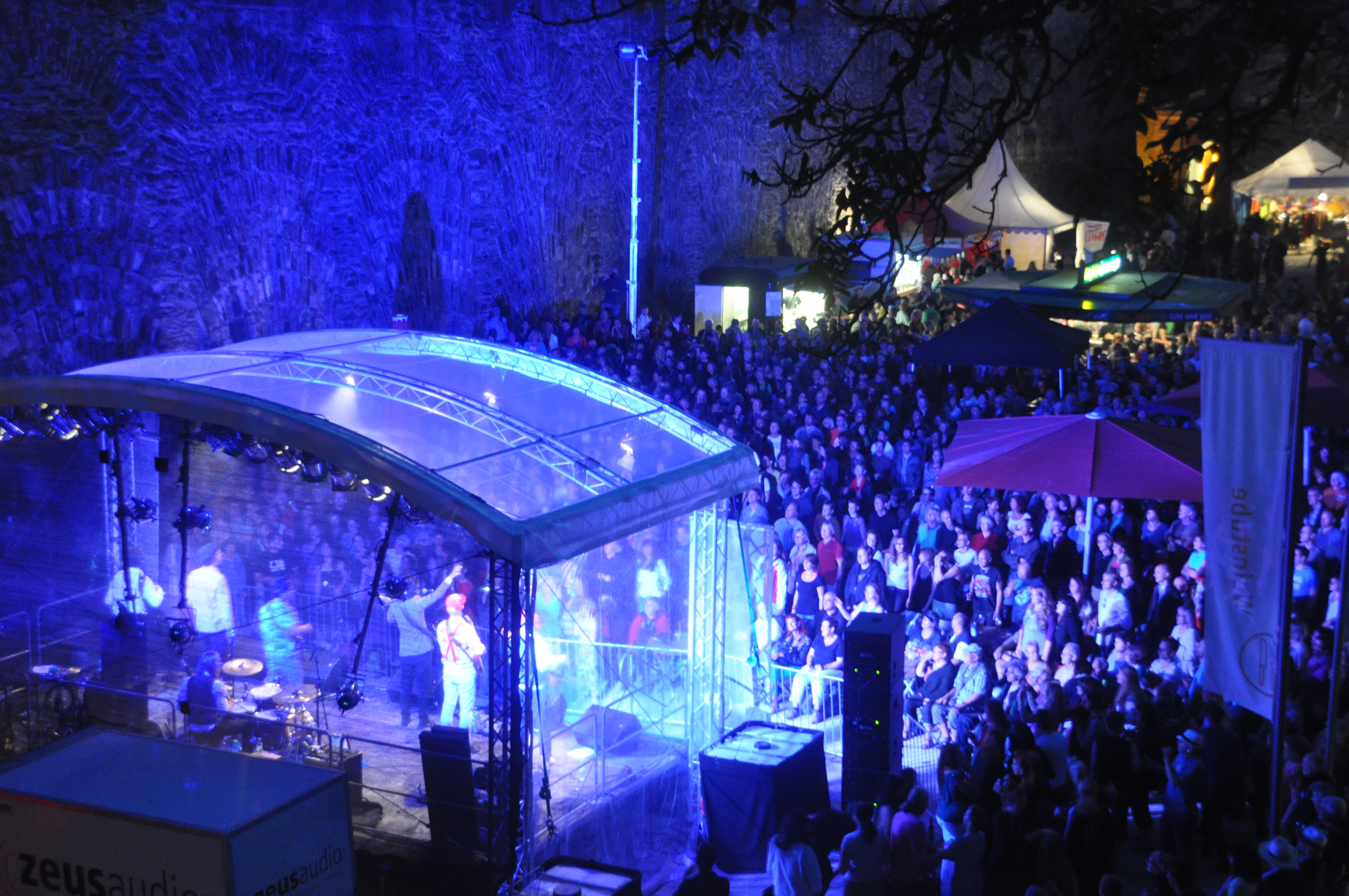
Horizonte 2013, Bühne im Hauptgraben / Contregarde rechts.

Ein besonderes Highlight ist die Anreise per Kabinenseilbahn Koblenz vom Deutschen Eck direkt zur Festung – ein weltweit einzigartiges Erlebnis für ein Musikfestival, das seit 2010 angeboten wird. Seit 2011 ist die Festung zusätzlich durch den Schrägaufzug Ehrenbreitstein barrierefrei an das Stadtgebiet angeschlossen. Im Jahr 2016 wurde das Festival auf drei Tage (15. bis 17. Juli) verlängert, sowie durch einen Markt und kulinarische Angebote aus mehreren Ländern ergänzt. Veranstalter waren zunächst der Förderverein Kultur im Café Hahn e. V. gemeinsam mit der Koblenz Touristik, seit dem Jahr 2010 ist der Förderverein alleiniger Veranstalter.

## Festivals

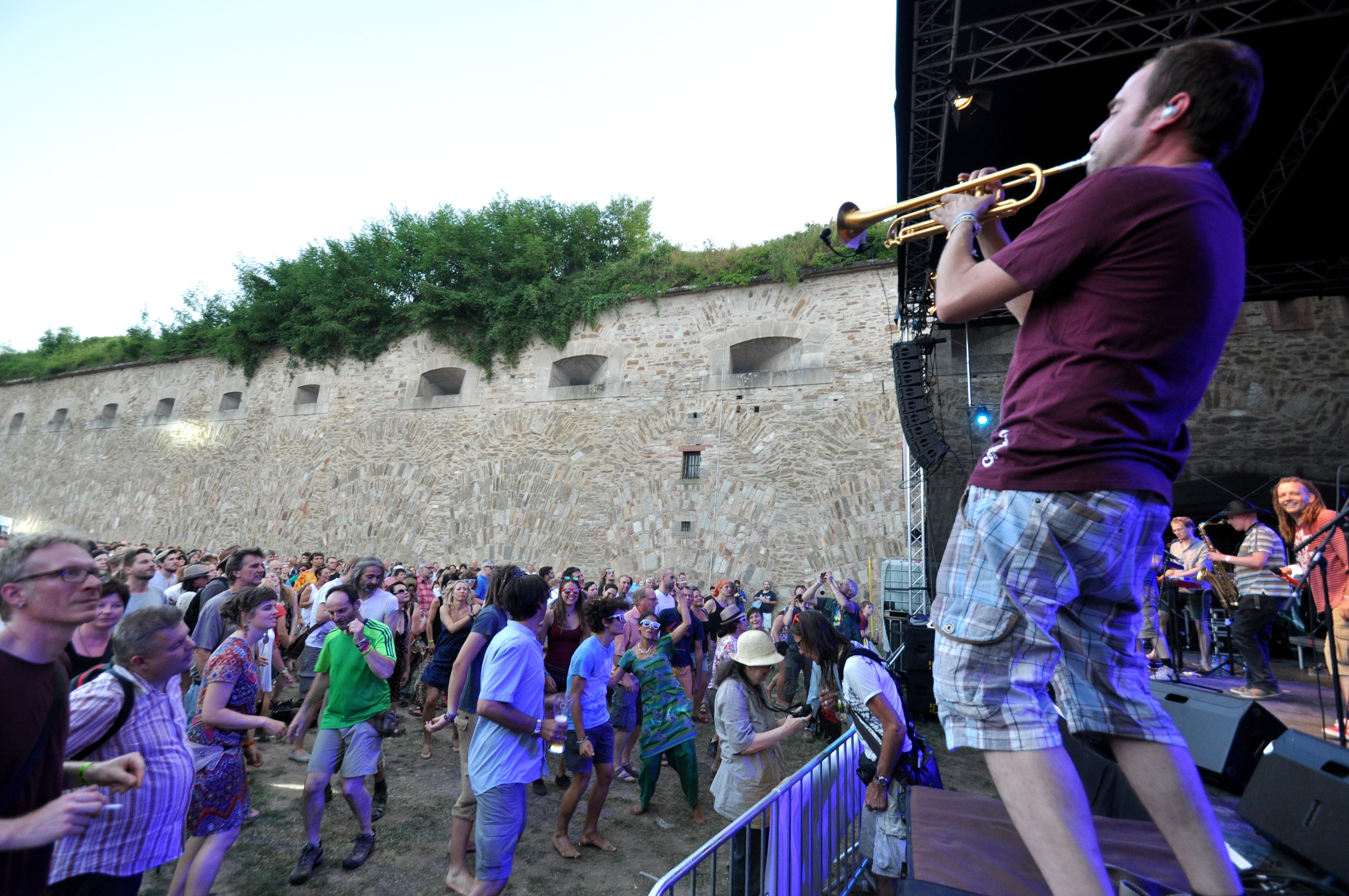
Bazzookas (2015)

### 6. Festival: 01.08. – 02.08.2008

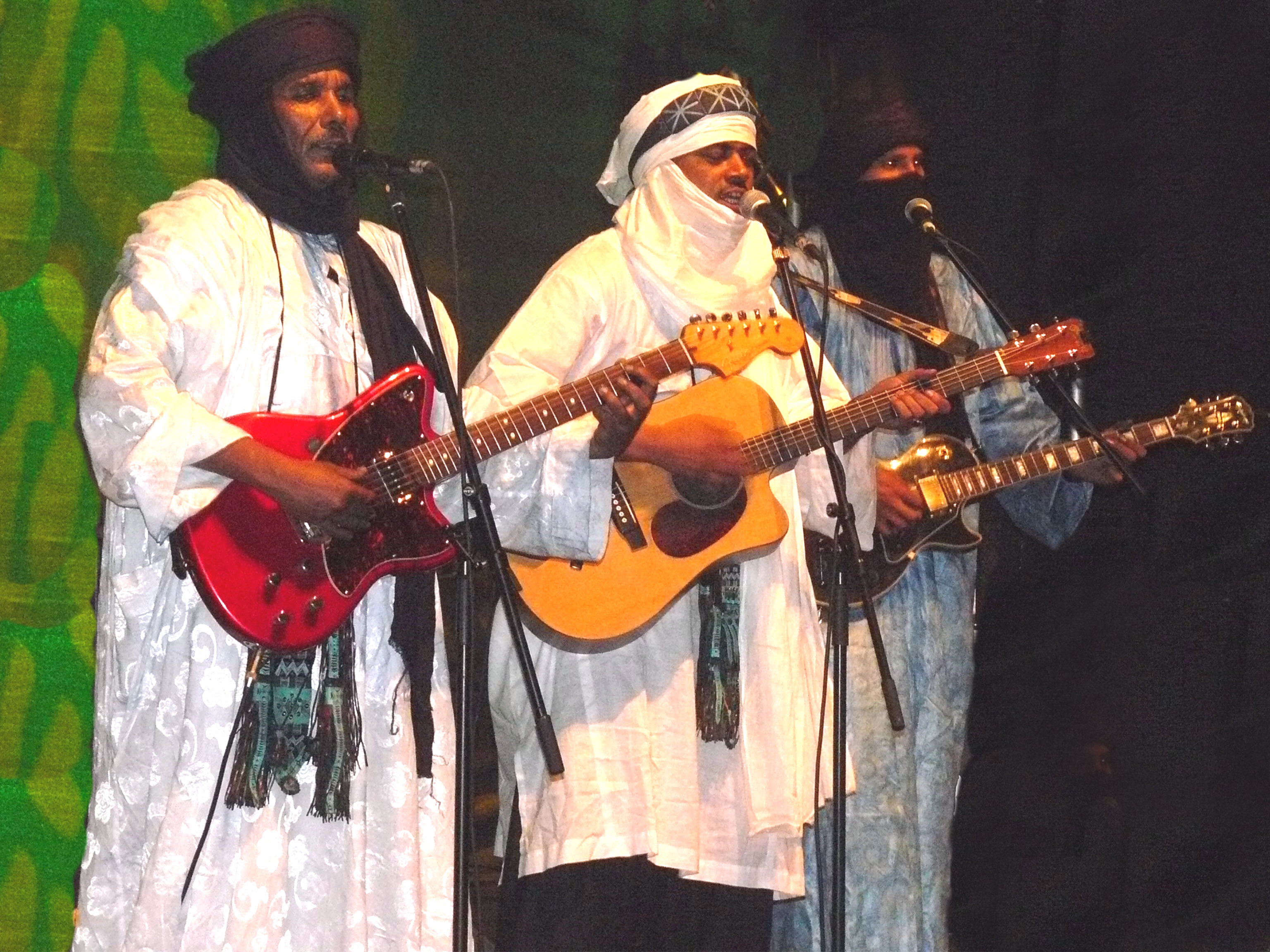
Tinariwen vom Volk der Tuareg aus Mali (2008)

The Skatalites (Jamaika), Locomondo (Griechenland), Musiker Ohne Grenzen, Menino Mundo, Global Kryner (Österreich), Tinariwen (Mali), Zdob Si Zdub (Moldau)

### 9. Festival 22.07. – 23.07.2011
Ganes (Italien), Dissidenten (Deutschland), Los de Abajo (Mexico), Terrakota (Portugal), Bergitta Victor, La Etruria Criminale Banda, Kel Torres Band, Che Sudaka (Spanien), Ghalia Benali, Batucada Sound Machine, Schnafftl Ufftschik (Deutschland), La Cherga, Daniel Kahn & The Painted Bird (USA), Hiss (Deutschland), Boban i Marko Markovic Orkestar (Serbien), RotFront (Deutschland), Alpcologne, Das Magische Instrument, Polyana Felbel, Ringo Tingo, Afreax

### 10. Festival 20.07. – 21.07.2012
Fatoumata Diawara (Mali), Cara, Aurelio & the Garifuna Soul Band, Toto la Momposina, YoCanto, Costa Le Gitan, Chris Whap-a-Dang, ?Shmaltz!, Moop Mama (Deutschland), Berimbrown, Jarabe de Palo (Spanien), Lulo Reinhardt (Deutschland), Stephan Maria Glöckner

### 11. Festival 12.07. – 13.07.2013

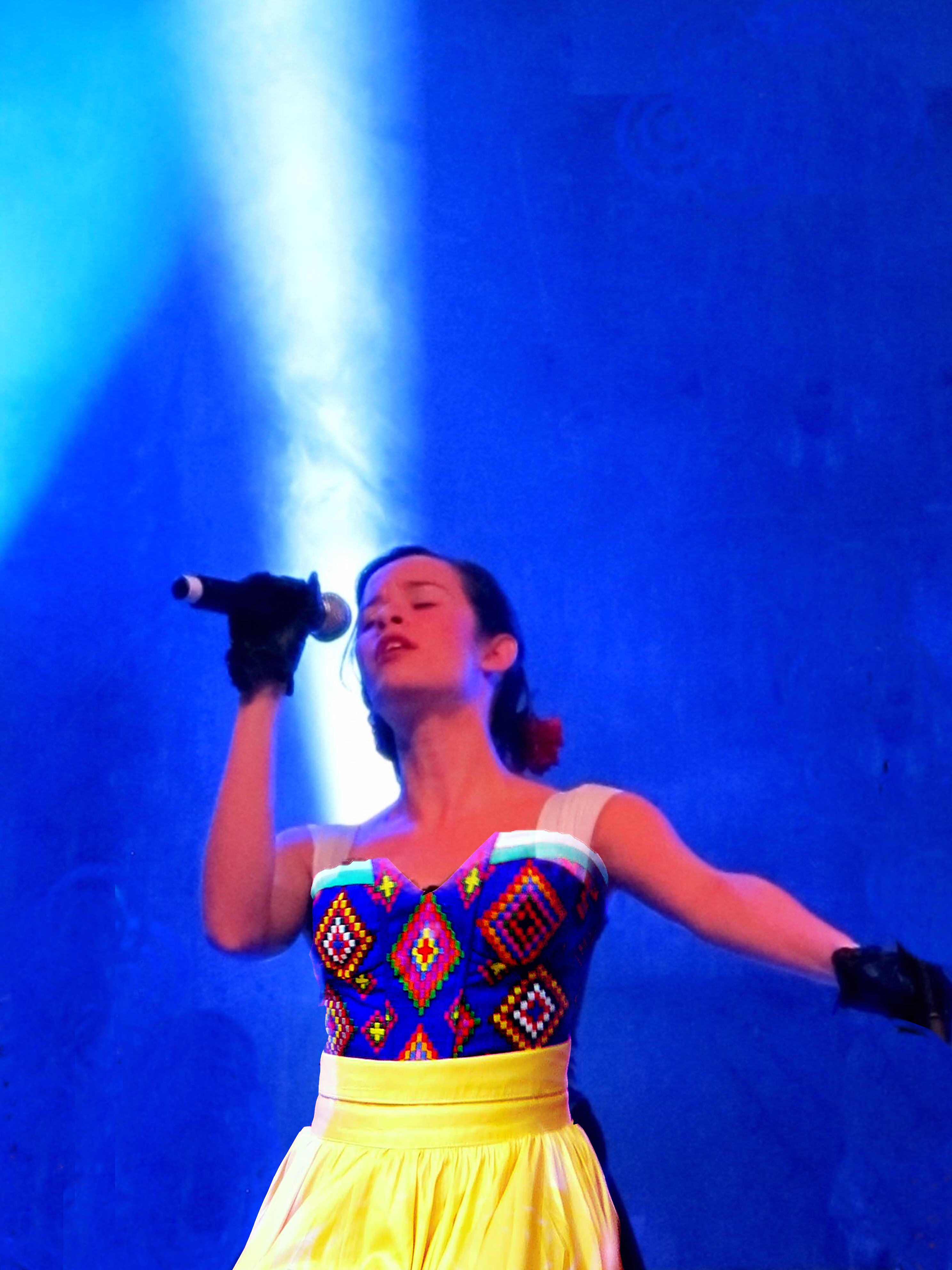
Catalina Garcia von Monsieur Periné (2013)

Ny Malagasy Orkestra, Band of Gypsies, Tamikrest (Mali), Flavia Coelho (Brasilien), Danjal, Vitamin X (Ghana), Txarango, Cabruêra (Brasilien), Moana and the Tribes (Neuseeland), The Klezmatics (USA), Monsieur Periné (Kolumbien), Mokoomba (Simbabwe), IVA Nova (Russland), Faela

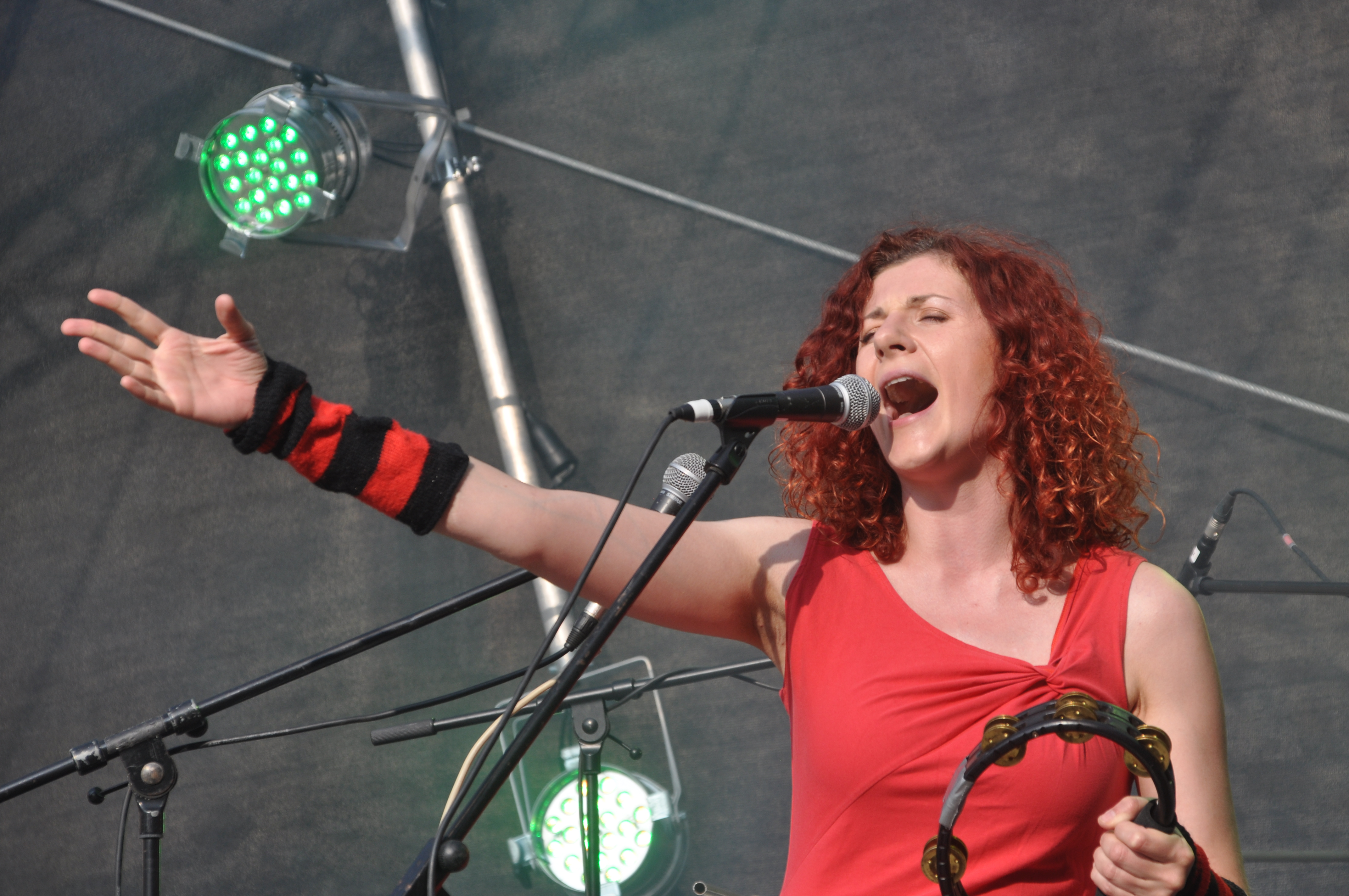
Ina Nova beim 11. Festival
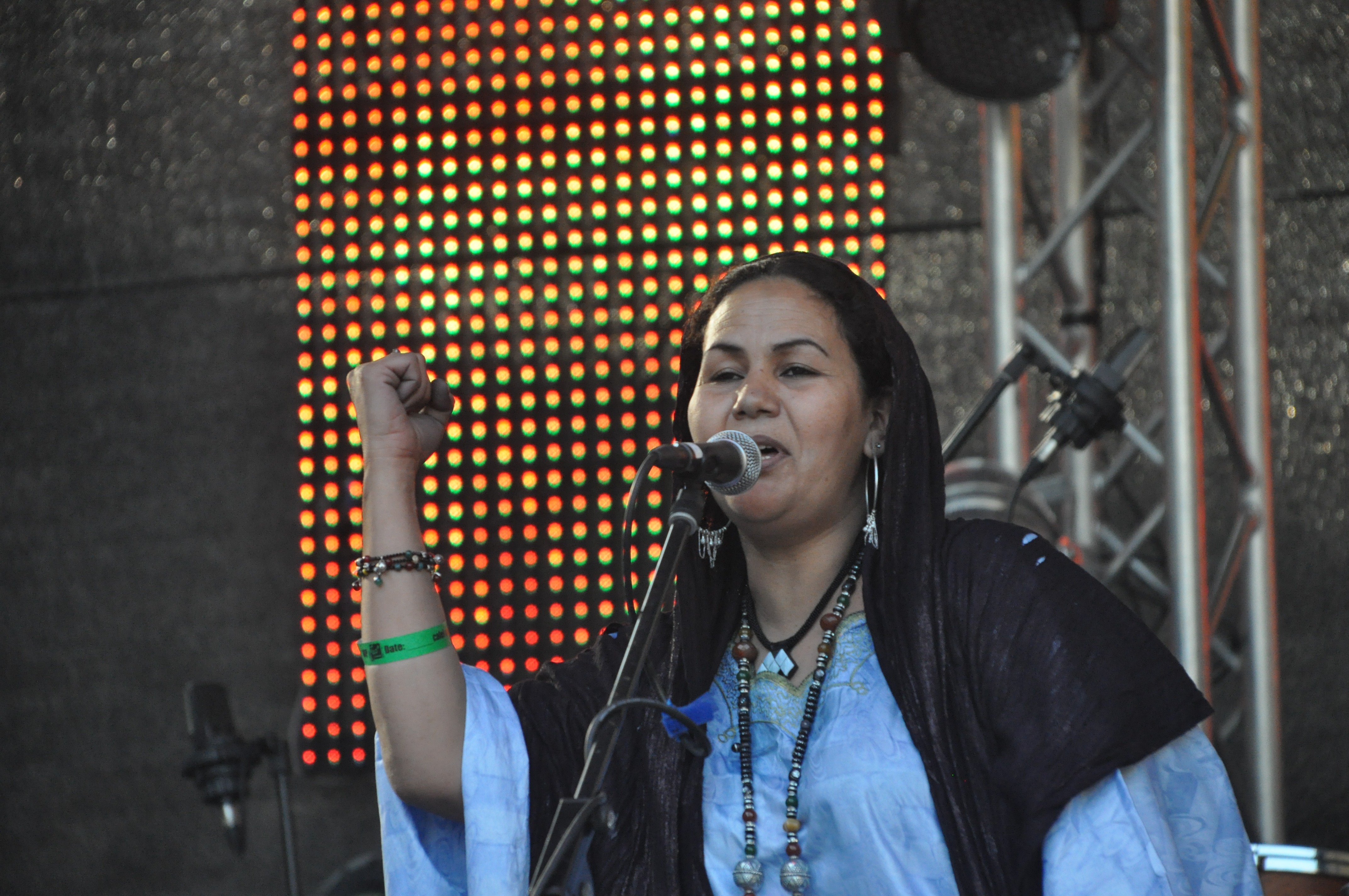
Moana and the Tribes
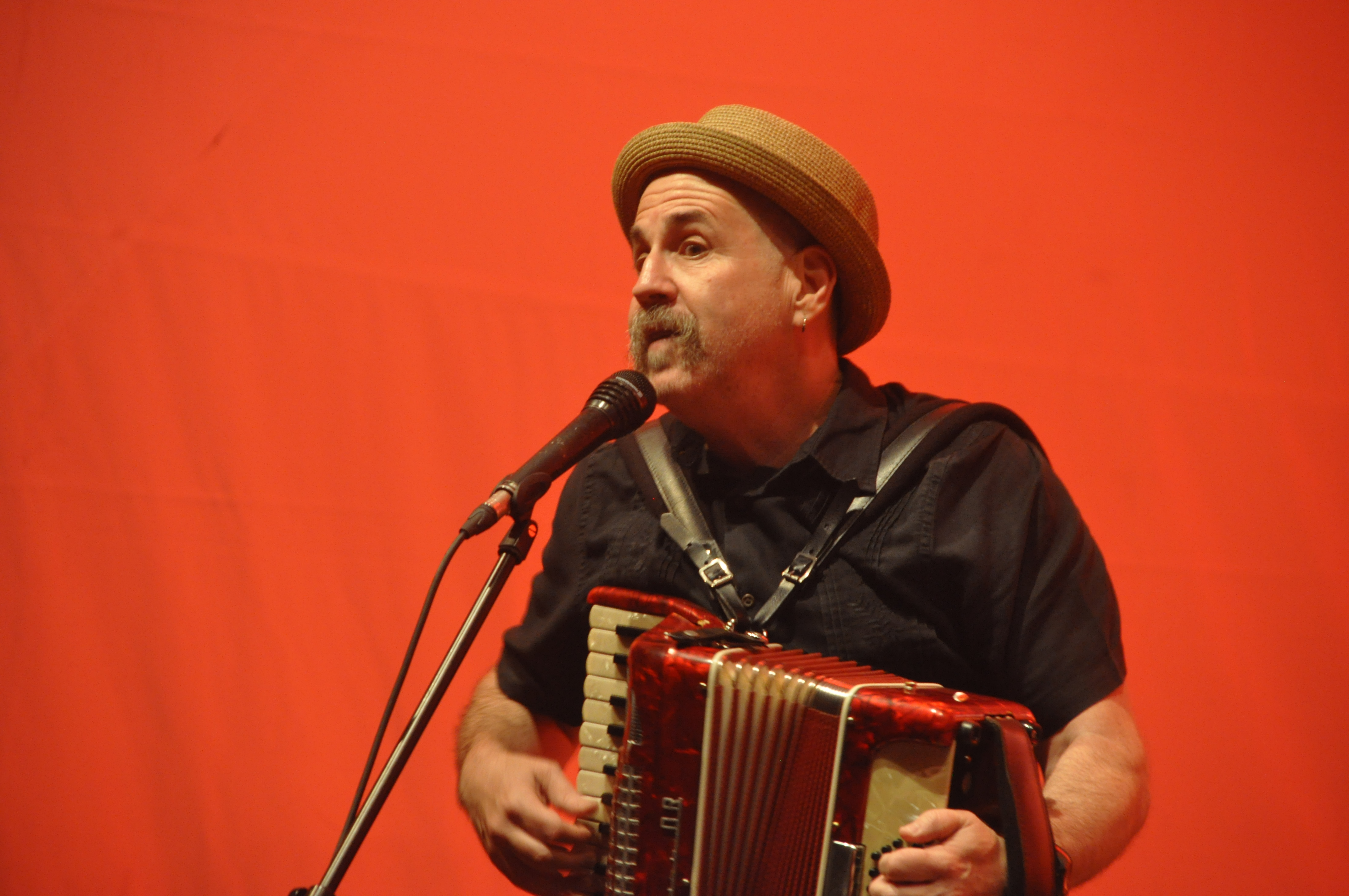
The Klezmatics (USA)
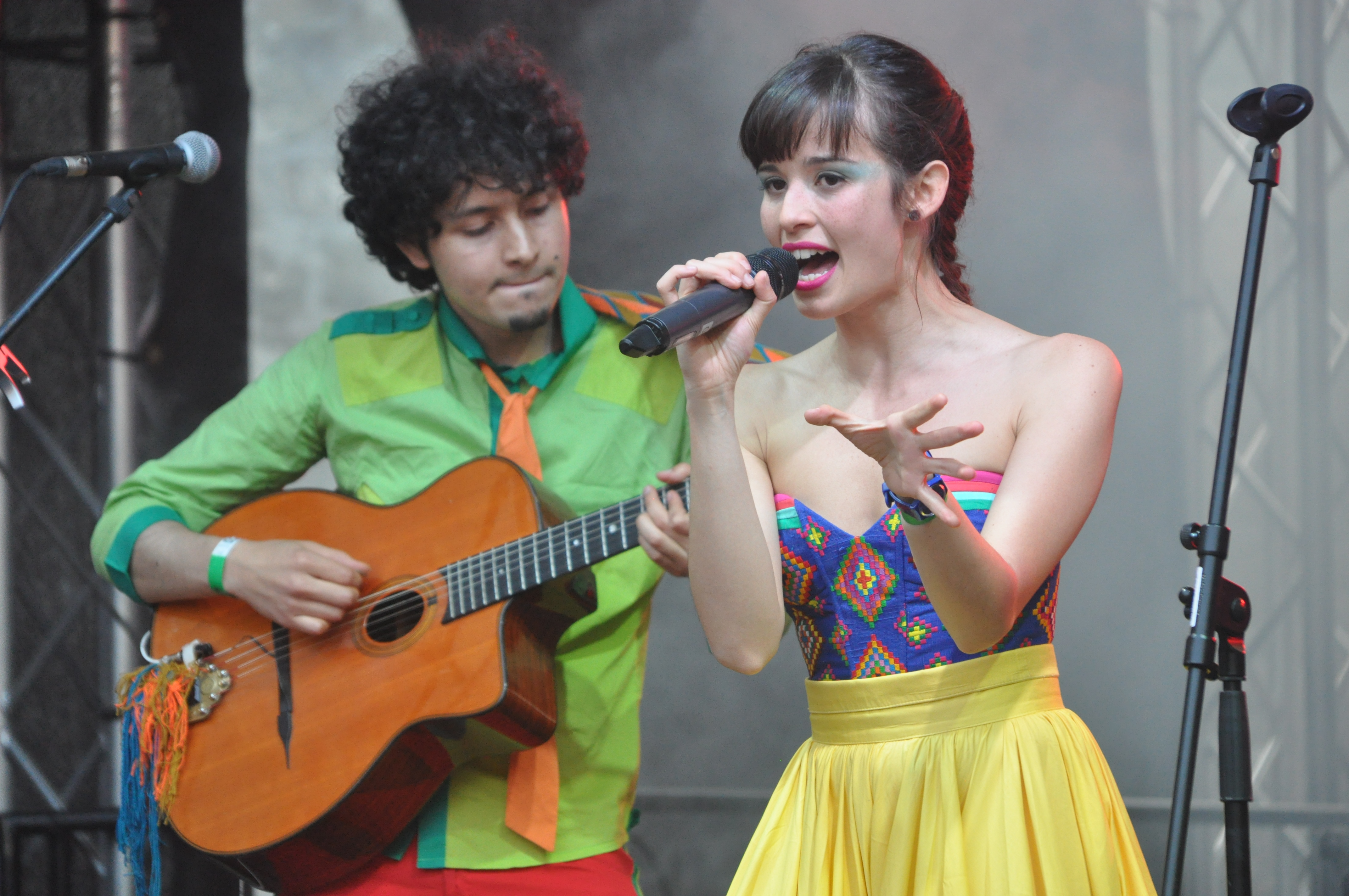
Monsieur Periné mit Catalina García (rechts)
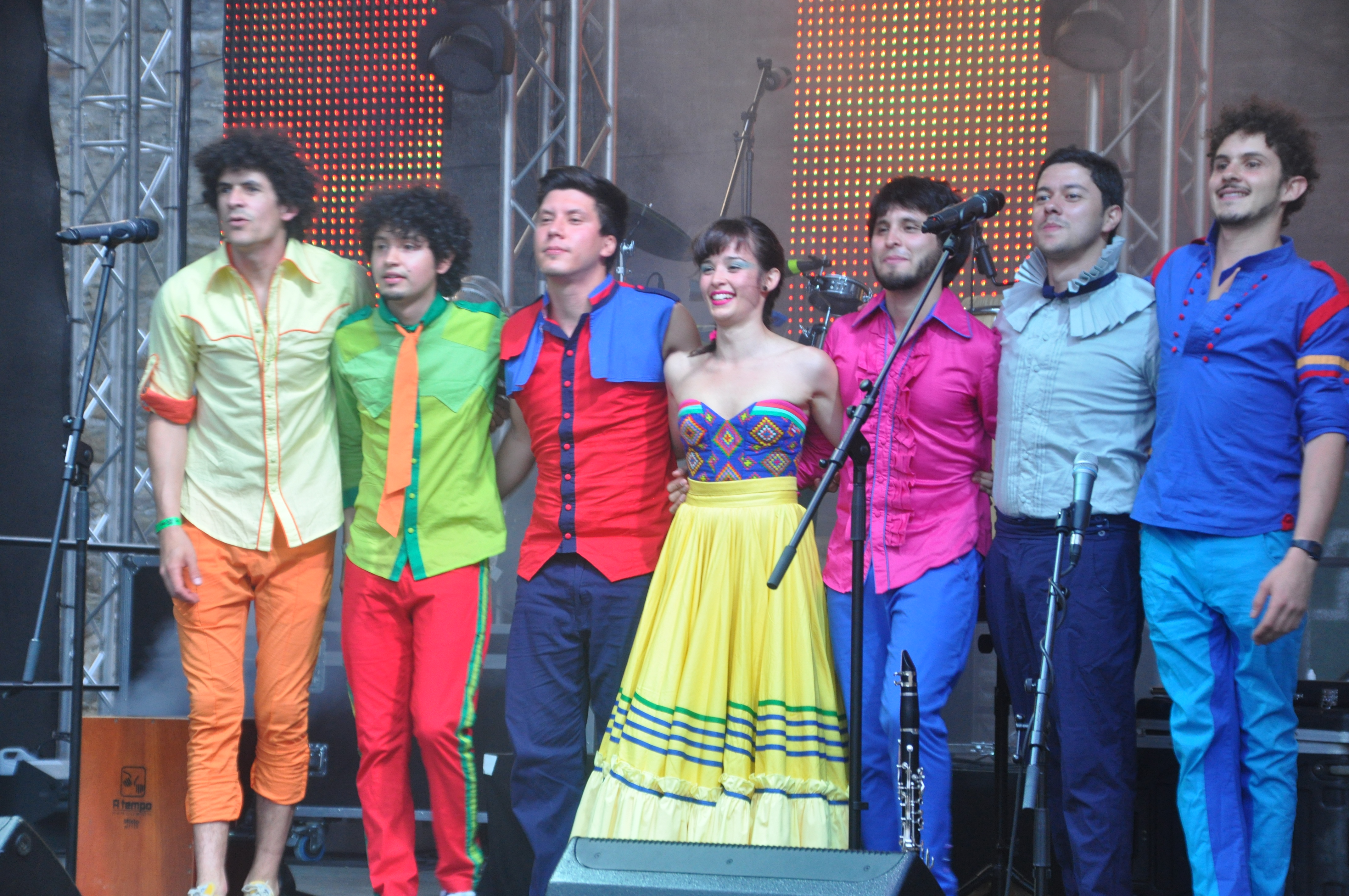
Monsieur Periné (Kolumbien)
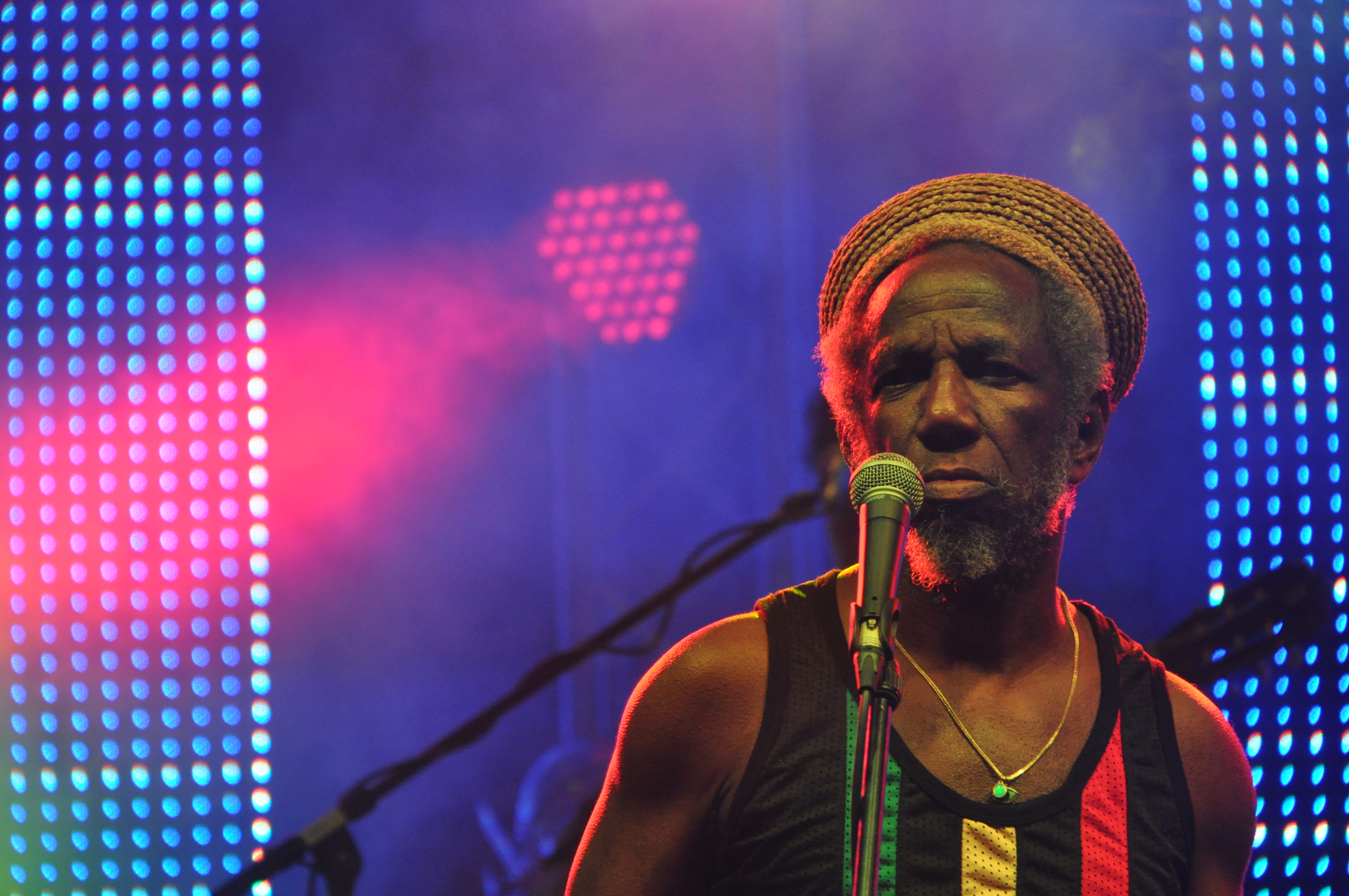
Flavia Coelho (Brasilien)
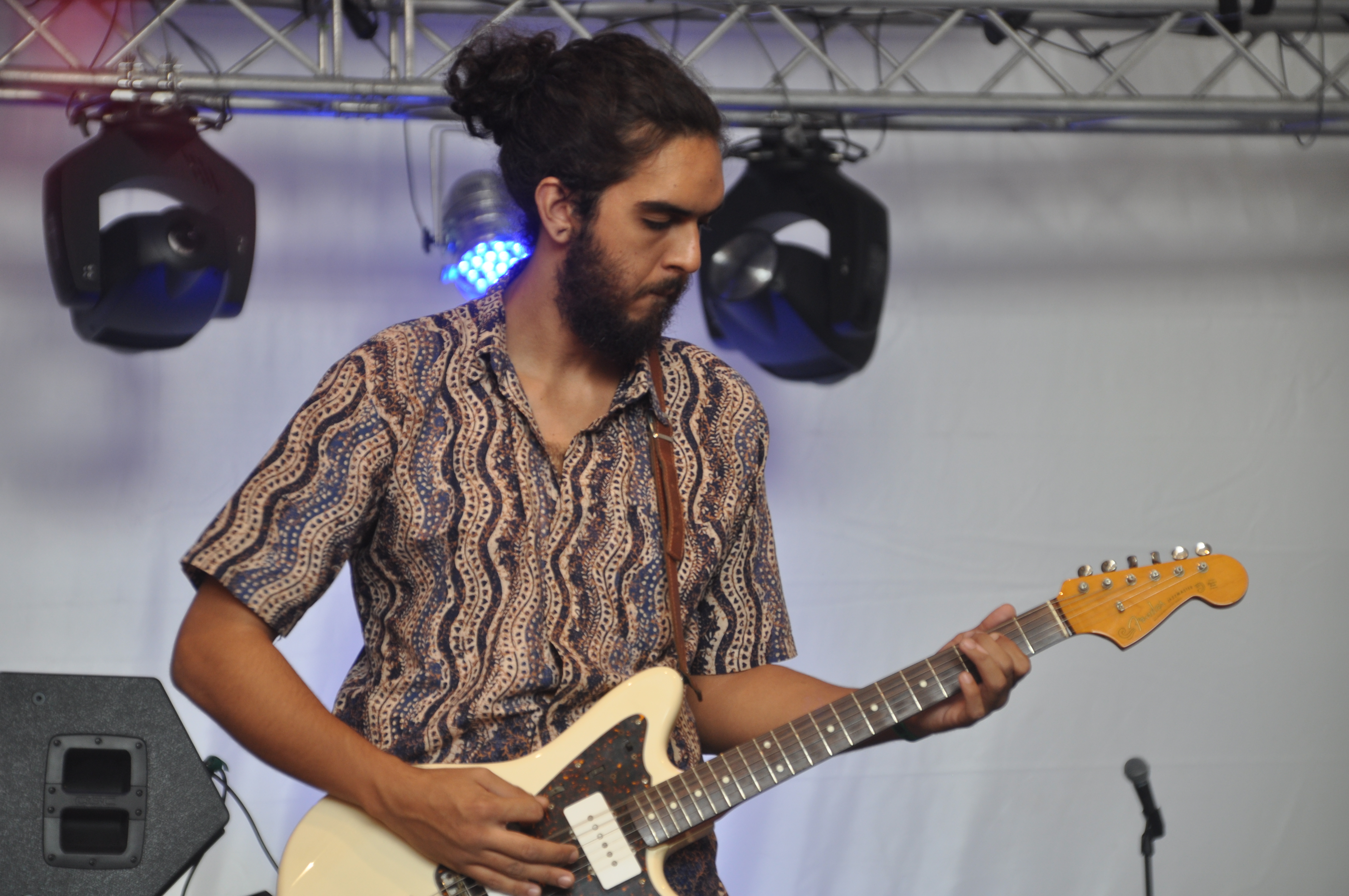
Cabruêra (Brasilien)

### 12. Festival 25.07. – 27.07.2014
Hazmat Modine (USA), Berlinskibeat (Deutschland), Rosario Smowing, Los Dos Y Compañeros (Deutschland), Bollywood Masala Orchestra, La Yegros, Gothenburg Gadjos, Mayra Andrade (Kap Verde), Bassekou Kouyaté & Ngoni Ba (Mali), Heymoonshaker (Großbritannien), Julie & Moi, La Caravane Passe (Frankreich), Pretty Mery K., Quadro Nuevo (Deutschland), Rupa & The April Fishes (USA),  Six Nation, Movits! (Schweden), Winston Mcanuff & Fixi, Zydeco Annie (Jamaika), Swamp Cats

### 13. Festival: 17.07. – 19.07.2015
Black Uhuru (Jamaika), Mariama Kouyaté, Orquesta Tipica Fernandez Fierro, Yiddish Twist Orchestra, Trio Corrente Feat. Paquito D’Rivera (Kuba), Bazzookas, Banda Senderos (Deutschland), Mariama, Akua Naru (USA), Canzoniere Grecanico Salentino, Mariachi Semblanza, Dawidek - Poyner Duo, Pedrina Y Rio, Batida, Napule Canta E Blenz Sona

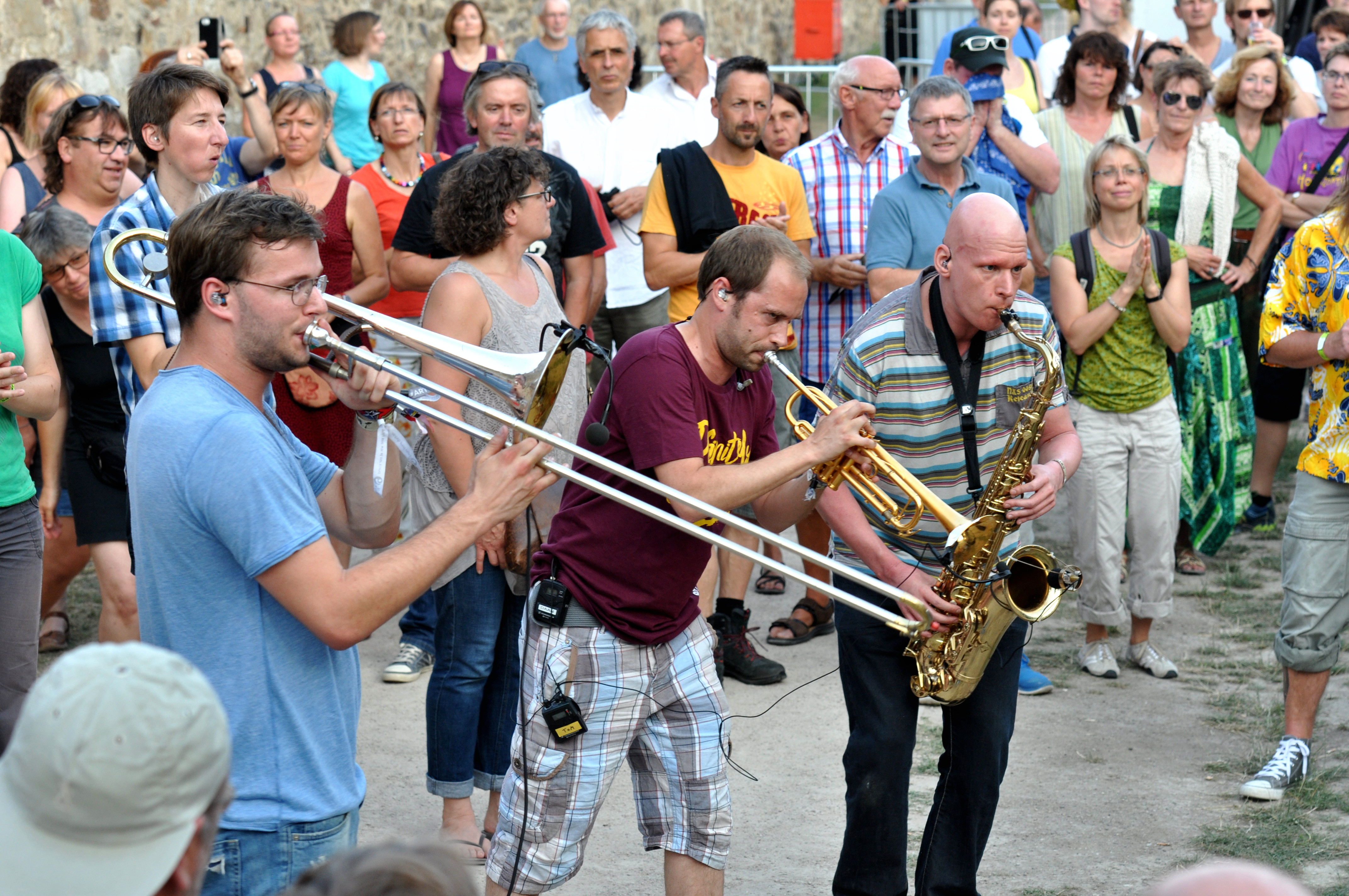
Bazzookas
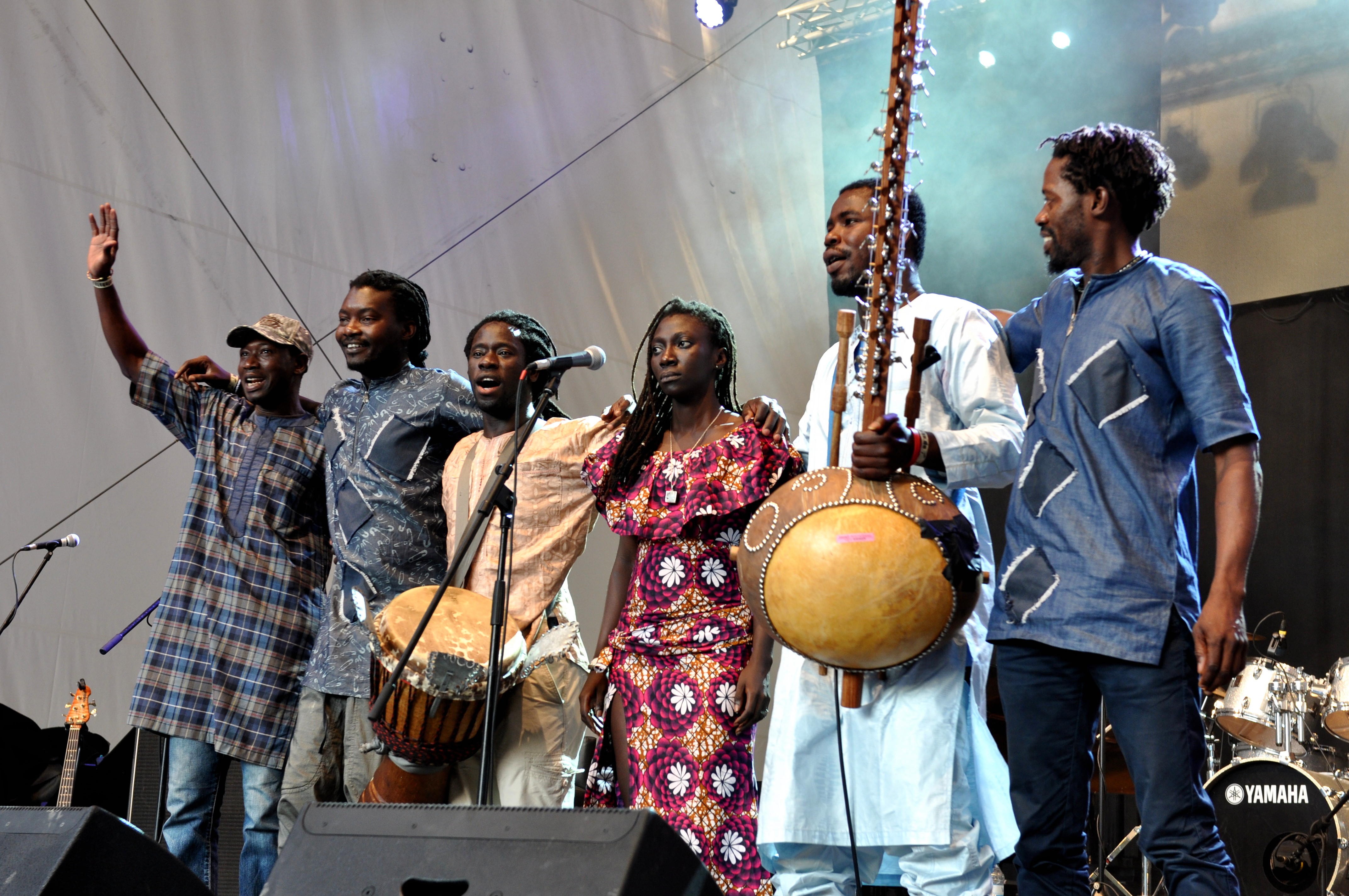
Mariama Kouyate
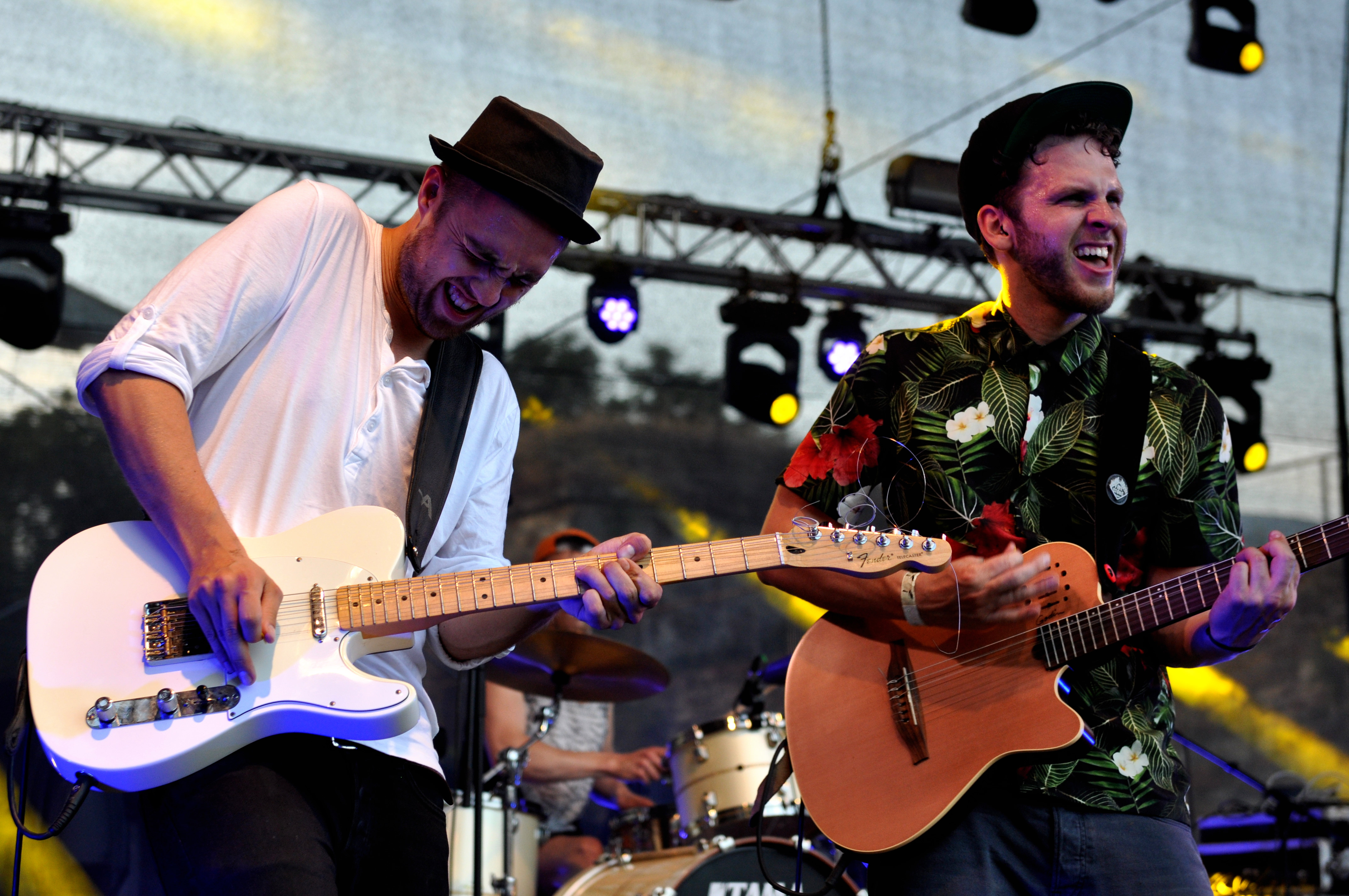
Banda Senderos
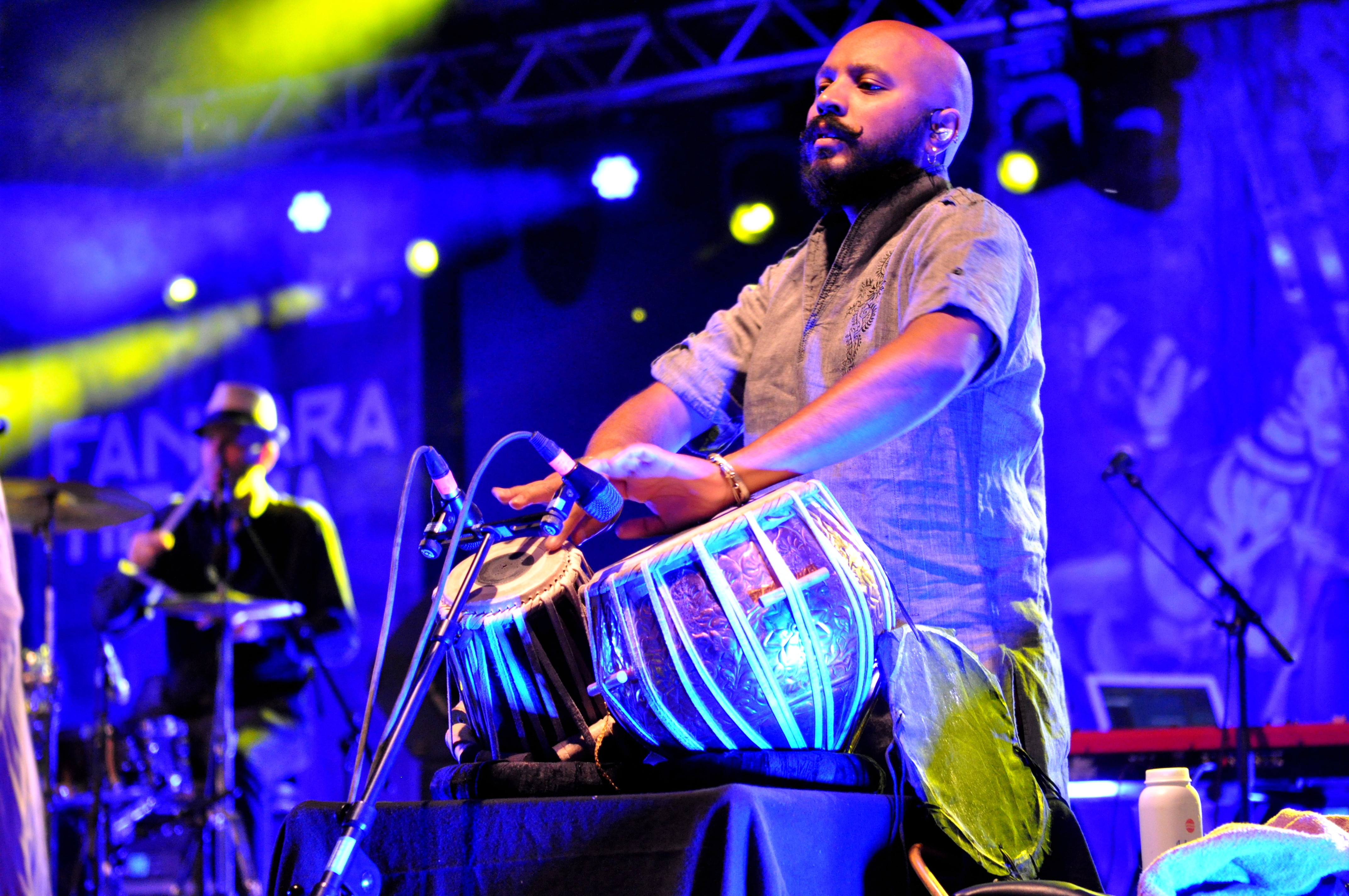
Transglobal Underground Fanfare Tirana
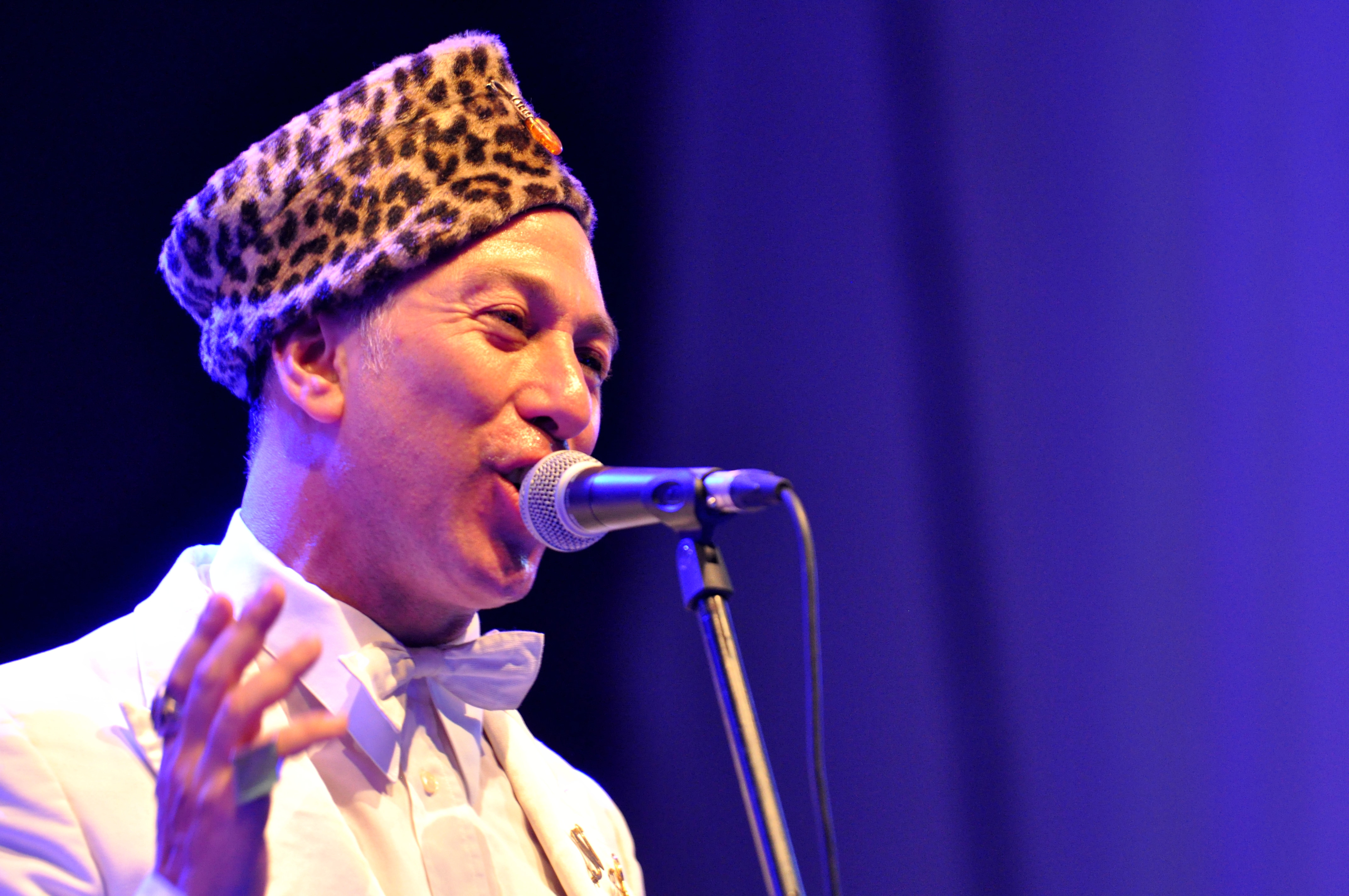
Yiddish Twist Orchestra
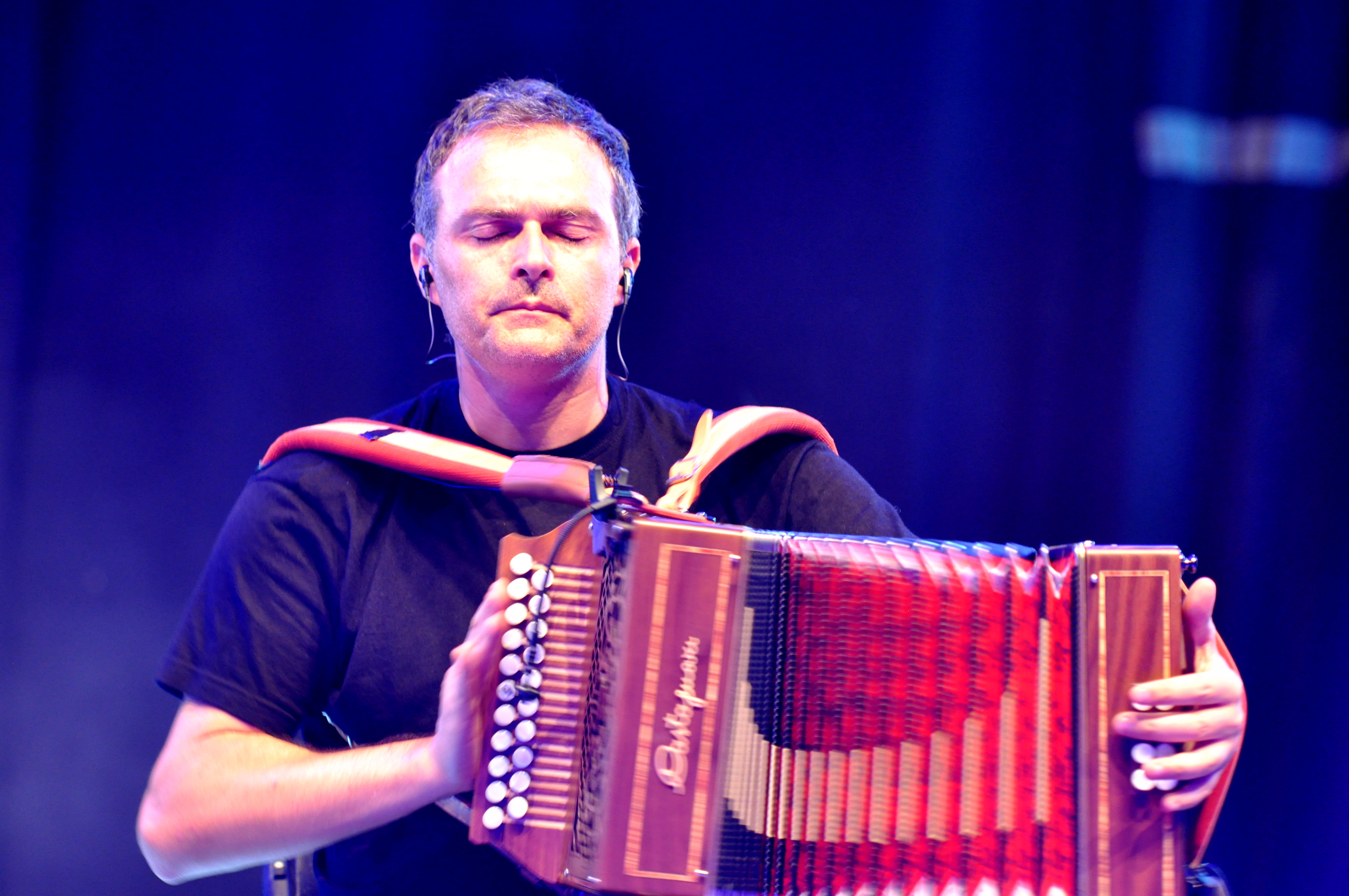
Canzoniere Grecanico Salentino
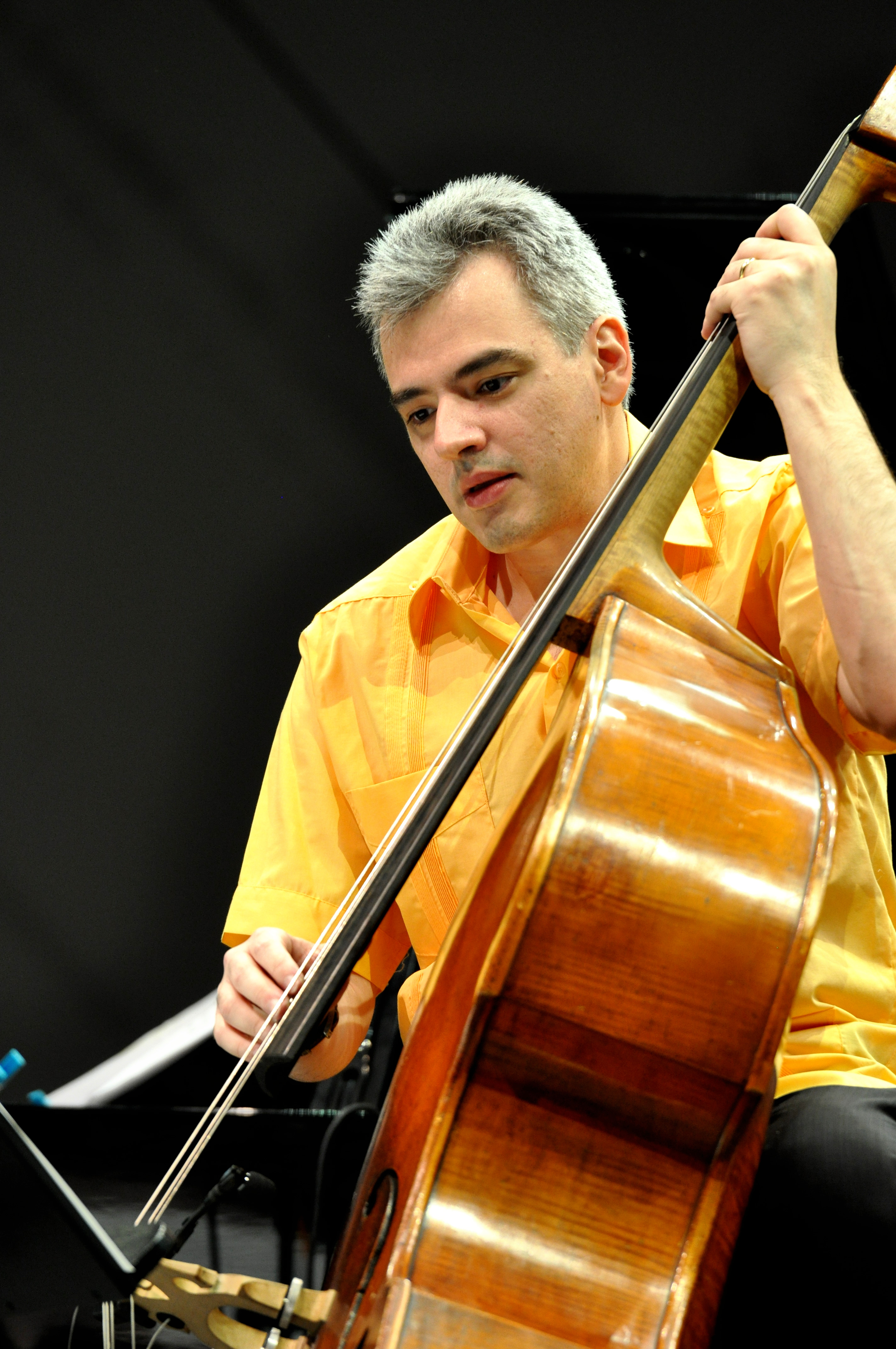
Trio Corrente Paquito D’Rivera

### 14. Festival: 15.07. – 17.07.2016
Ahmed Karaköse, A-WA (Israel), Balkan Khans, Blenz (Deutschland), Bukahara (Deutschland), Carrousel (Schweiz), CHorizonte, Da Cruz, DjeuhDjoah & Lieutenant Nicholson, Doctor Krápula (Kolumbien), Electric Swing Circus, Femmes Vokal, Hornsman Coyote & Soulcraft, Jazz and Bass, La Chiva Gantiva, Marley's Ghost, Menino feat. Lulo Reinhardt (Deutschland), Moh! Kouyaté, Mrs. Greenbird (Deutschland), Naked, Os Capangas, Pat Thomas (Großbritannien) & Kwashibu Area Band, Paula Royd, Raggabund (Deutschland) & The Dubby Conquerors, René Tholey, Session Group, Shahin Najafi (Iran), Shantel & Bucovina Club Orkestar, Thilo Distelkamp, The Louisiana Band

### 15. Festival: 14.07. – 16.07.2017
Besucher: 7000

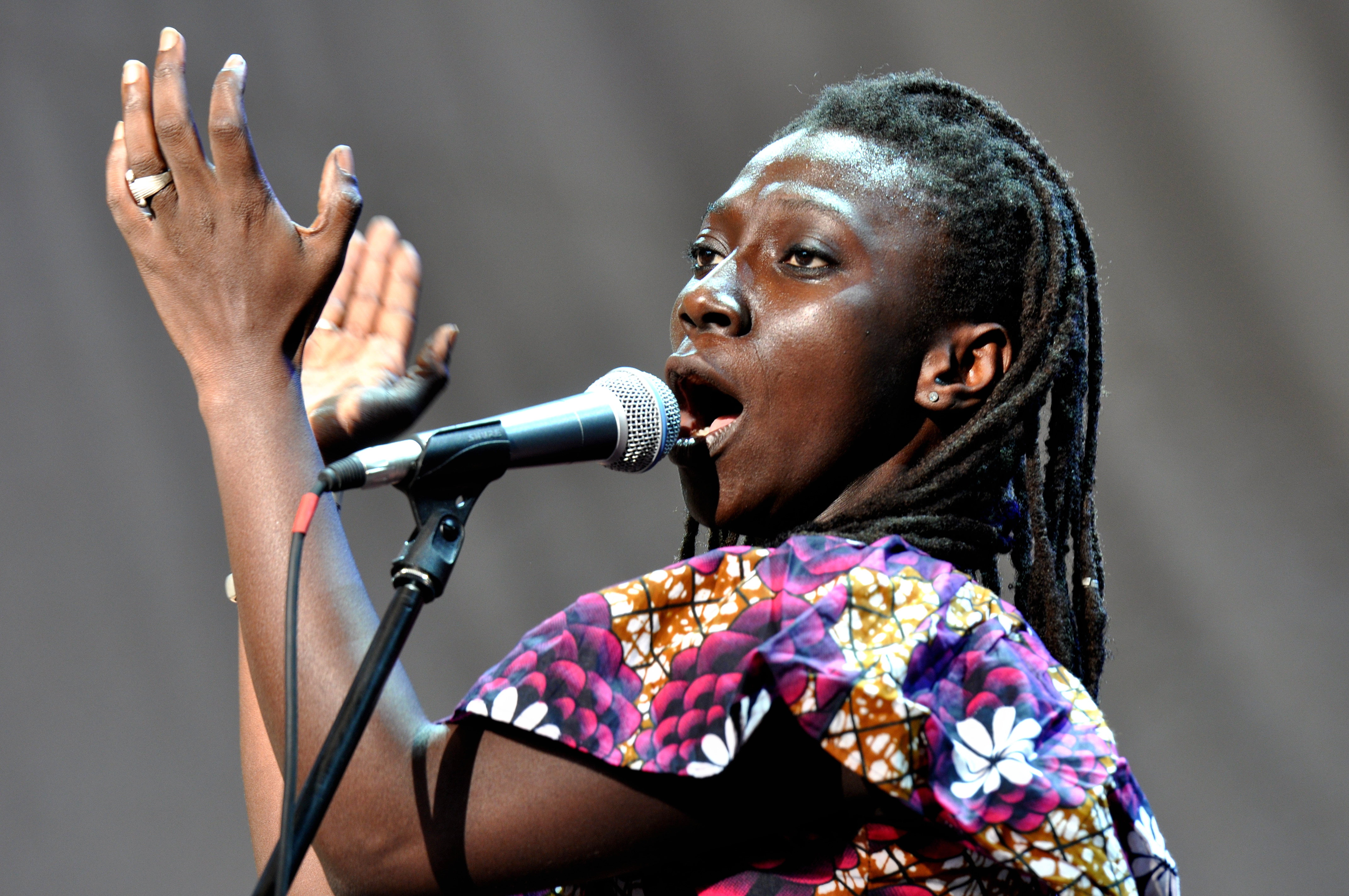
Mariama Kouyate (2015)

Orange Blossom (Frankreich), Quadro Nuevo & Cairo Steps, Les Yeux d’la tête (Frankreich), Lou di Franco, Fatcat (Deutschland), General Elektriks, Yiannis Kapetanakis, Chorizonte, Padam, Baba Zula, Babylon Circus (Frankreich), Mockemalör, RasgaRasga, España Circo Este, Emicida (Brasilien), Takeifa, Jazz and Bass, Pulsar Trio, Weiherer, Bixiga 70, Thilo Distelkamp, Black Prophet (Ghana), Metá Metá, La Route du Bonheur, il Civetto (Deutschland), Pulsar Tales

### 16. Festival:  20.07. – 22.07.2018
Besucher: 7000
Bands
Carminho (Portugal), Rosario Smowing (Argentinien), Chico Trujillo (Chile), Gato Preto (Mosambik, Ghana), Loyko (Russland), Sister Fa (Senegal), Yvonne Mwale (Sambia), Les Freres Smith (Frankreich), Provinztheater, Super Ska (Frankreich), La Cafetera Roja (Frankreich, Österreich, Spanien), Yossi Fine & Ben Aylon (Israel), Opal Ocean (Australien, Neuseeland, Frankreich), Georgie Fisher (USA), Jules Ahoi & The Deepsea Orchestra (Deutschland), Ema Yazurlo & Quilombo Sonoro (Argentinien), Unojah (Deutschland), Karikatura (USA), IZE (Deutschland), Anchester (Deutschland), Stray Colors (Deutschland), Kioomars Musayyebi Quartett (Iran, Deutschland), Mahlukat (Türkei, Polen), CHorizonte (Deutschland), Afishnamedmo (Deutschland), Nicola Missing Trio (Deutschland)

### 17. Festival: 19.07.2019 – 21.07.2019
Besucher: 7000
Bands

Mine, Simon & Ingo, Marley's Ghost, Strom & Wasser feat. The Refugees, Nubiyan Twist, Monsieur Doumani, EZIO, Hattler, De Staat (Niederlande), The Poetry Project, Daniel Bongart & Carola Heyden, Passepartout, Jenny & The Mexicats, Kit for the Delicate, Kel Assouf, Fernanda Santanna feat. William de Magalhães & Amoy Ribas, Mário Lúcio & Simentera, Gitanos de la Esquina, Bartleby Delicate, Lilli Rubin, Adjiri Odametey Trio, Vigüela, Jewish Monkeys, Violons Barbares (Frankreich), LaBaq, Kallidad, Don Kipper, The Cool Quest, X-Dream, Kosmo Sound, CHorizonte, Colinda, Caravana Sun

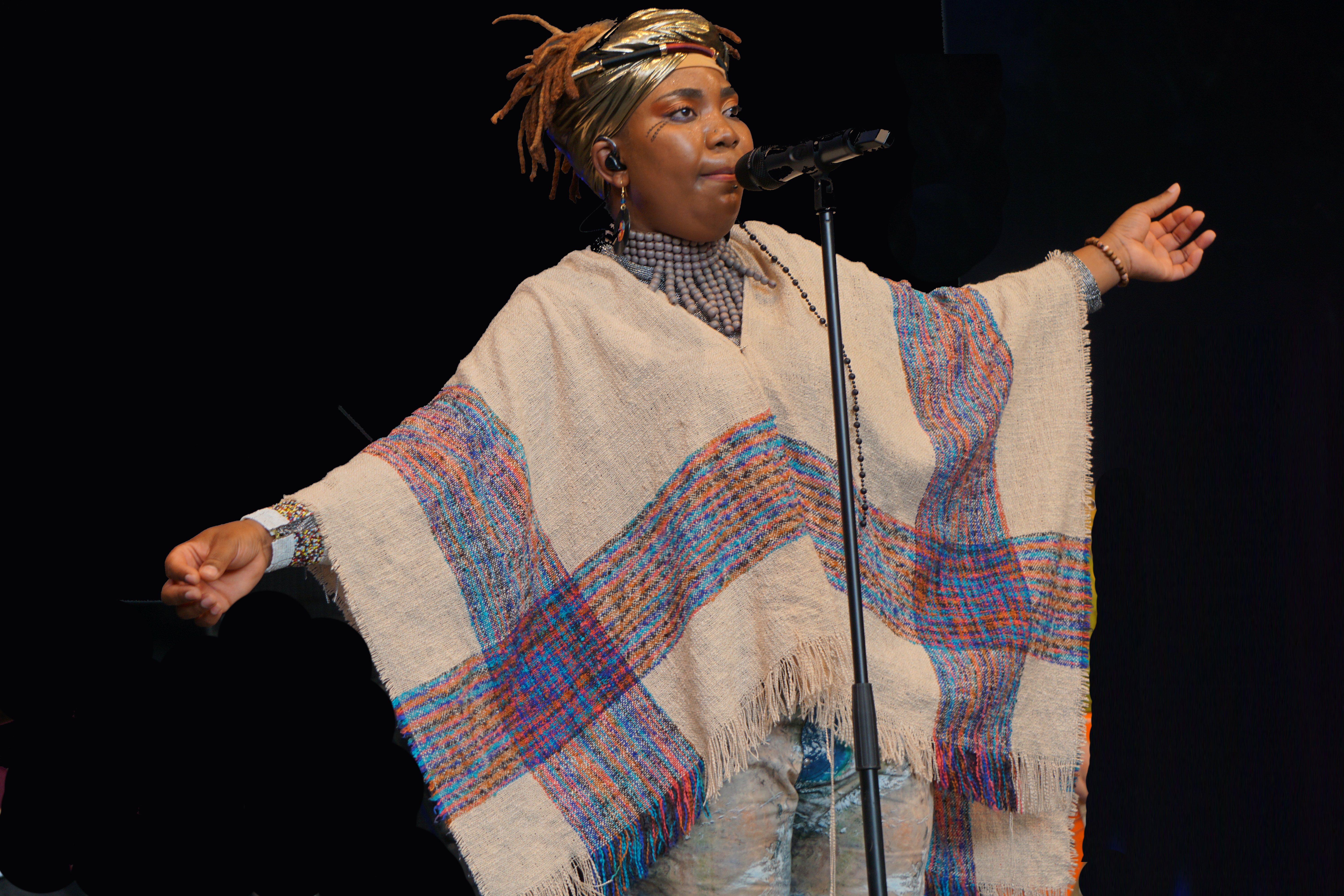
Yvonne Mwawe
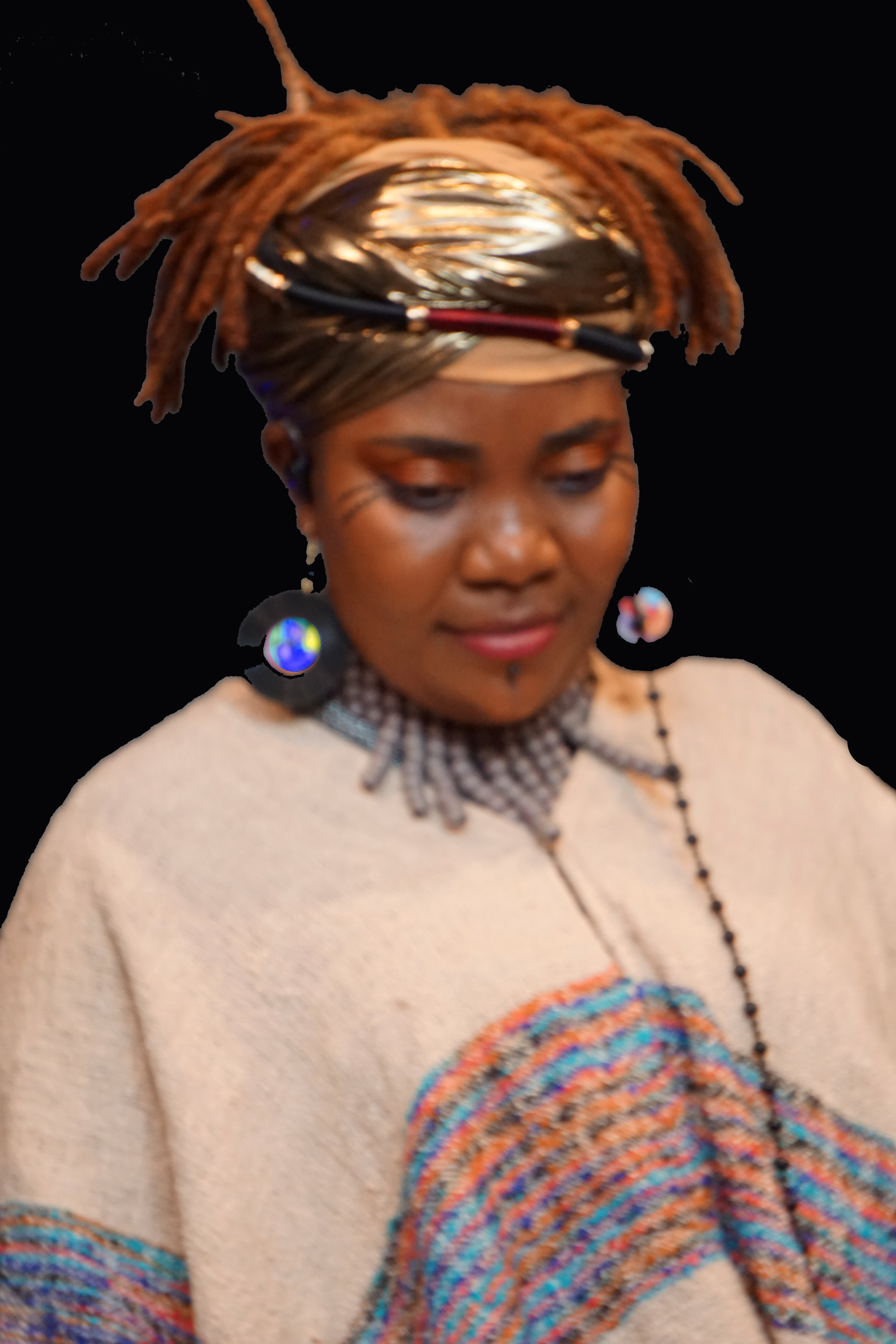
Yvonne Mwawe
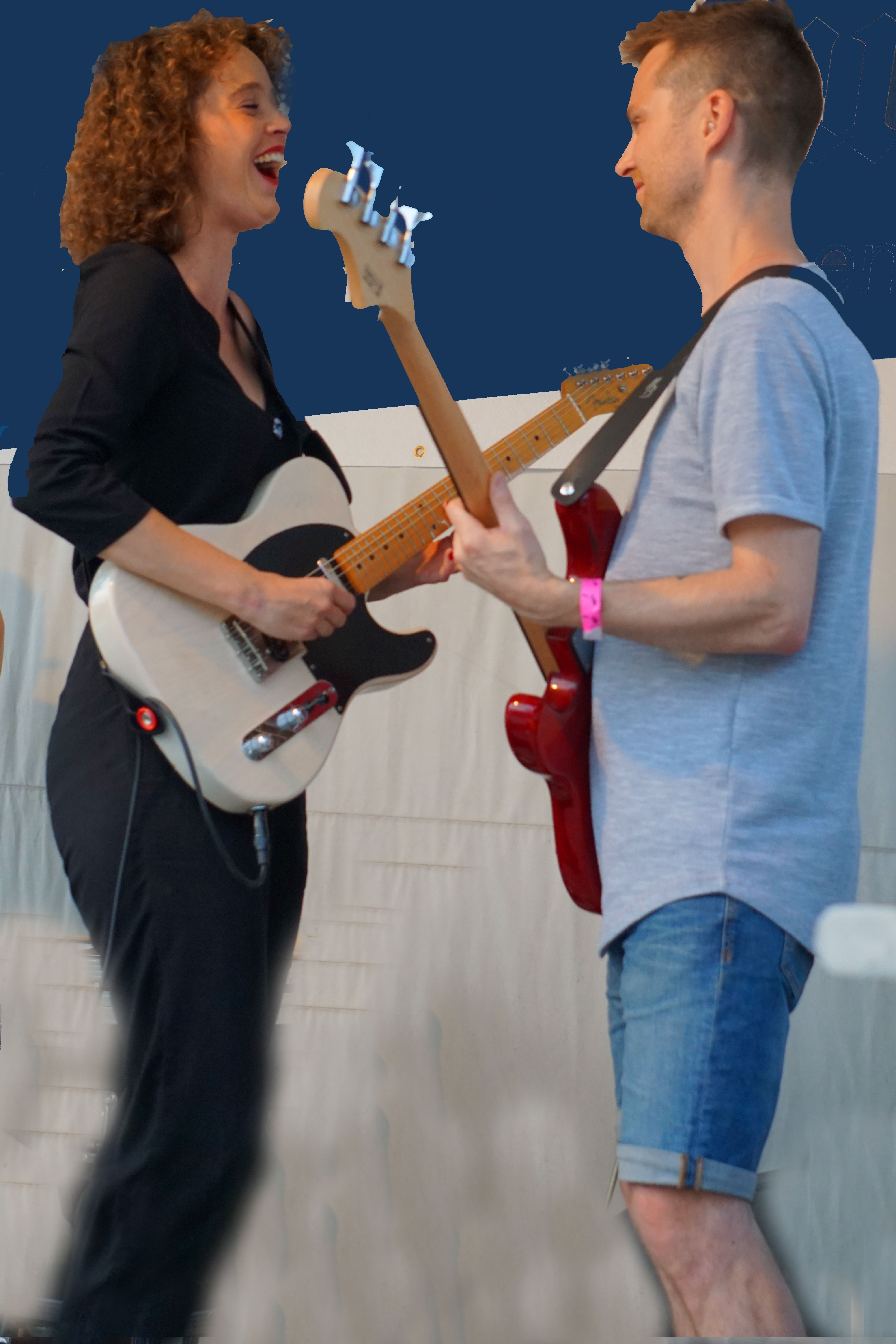
Giorgie Fisher
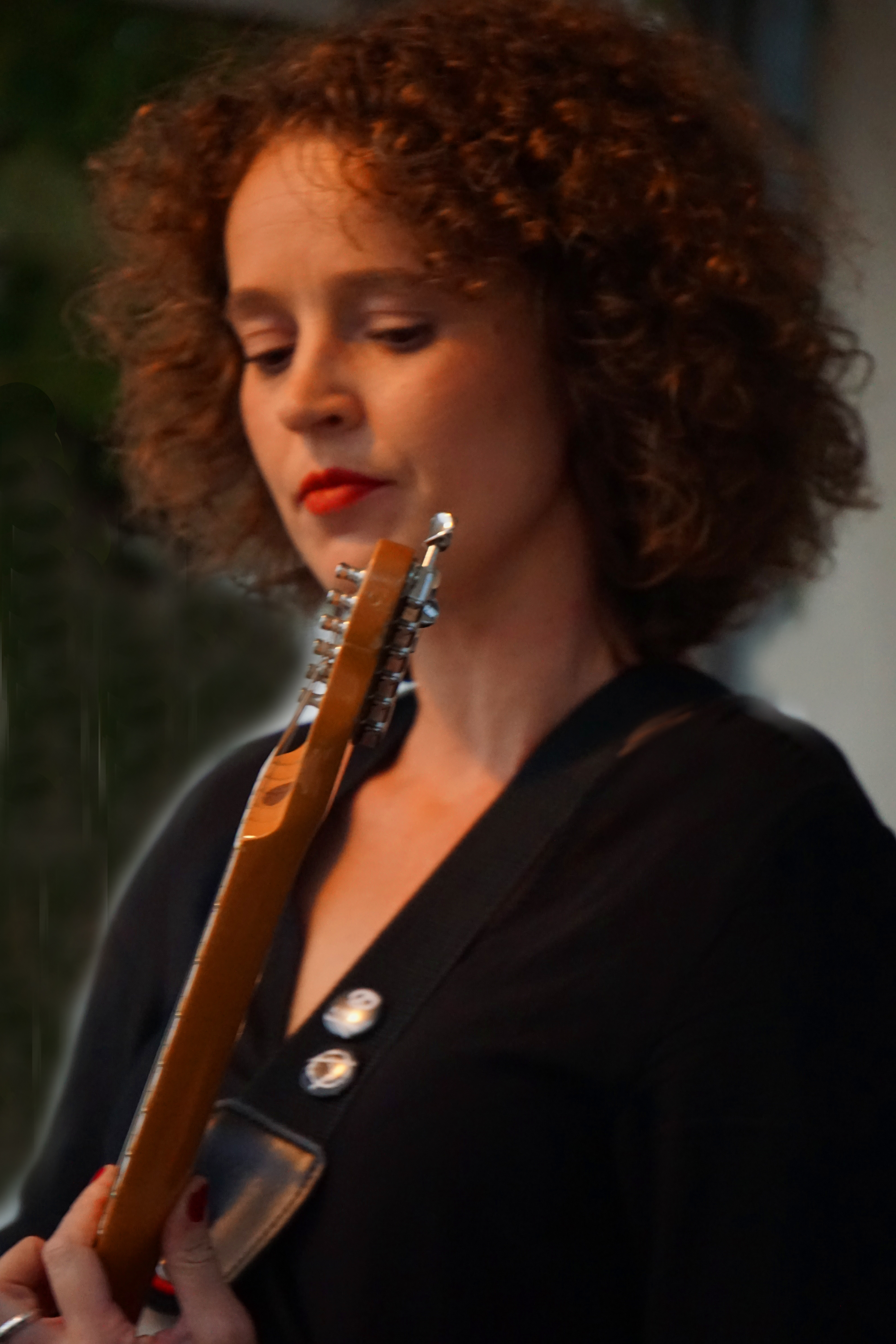
Giorgie Fisher

### 20. Festival: 22.07.2022 – 24.07.2022
Besucher: 7000
Bands

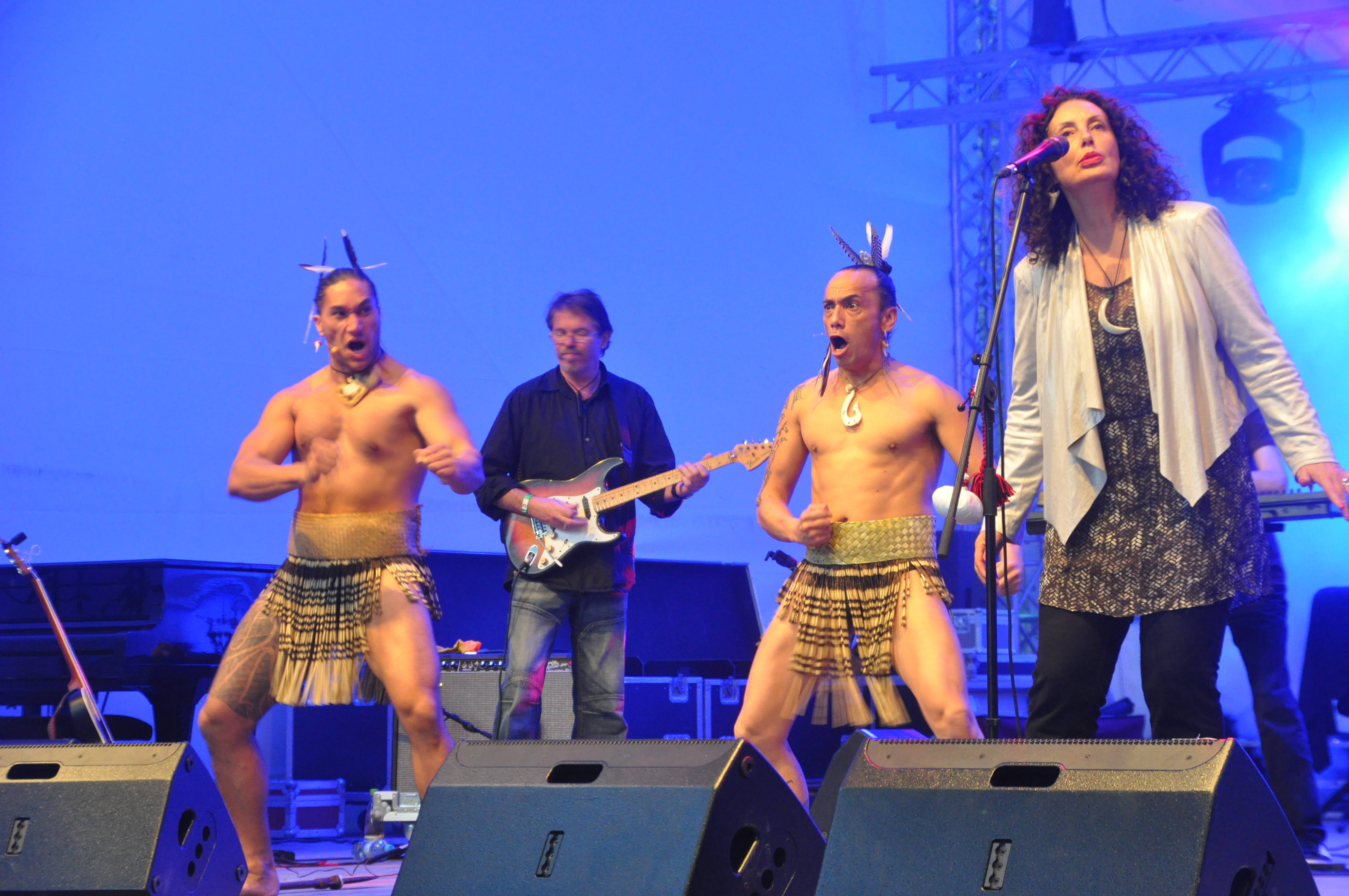
Moana and the Tribe (Neuseeland), 11. Horizonte Weltmusikfestival (2013)

MF Robots, Marina Sena, Jaya The Cat, Orange, Kommuna Lux, Santrofi,
Koza Mostra (Griechenland), Morgane Ji, Nomfusi (Südafrika), Iva Nova, Mr Žarko, N.O.H.A., Gitanos de la Esquina, Bubliczki, Tribubu, Twentyseven, Russell Poyner und Shai Terry, Supergombo, Castillo, Naked, Taxi Kebab, Al-Qasar, Hanba!, Gruenspan feat. Lulo Reinhardt, Daun & Simon, CHorizonte

### 21. Festival: 21.07.2023 – 23.07.2023
Das Festival fand im Rahmen des Kultursommers Rheinland-Pfalz statt.

### Bands

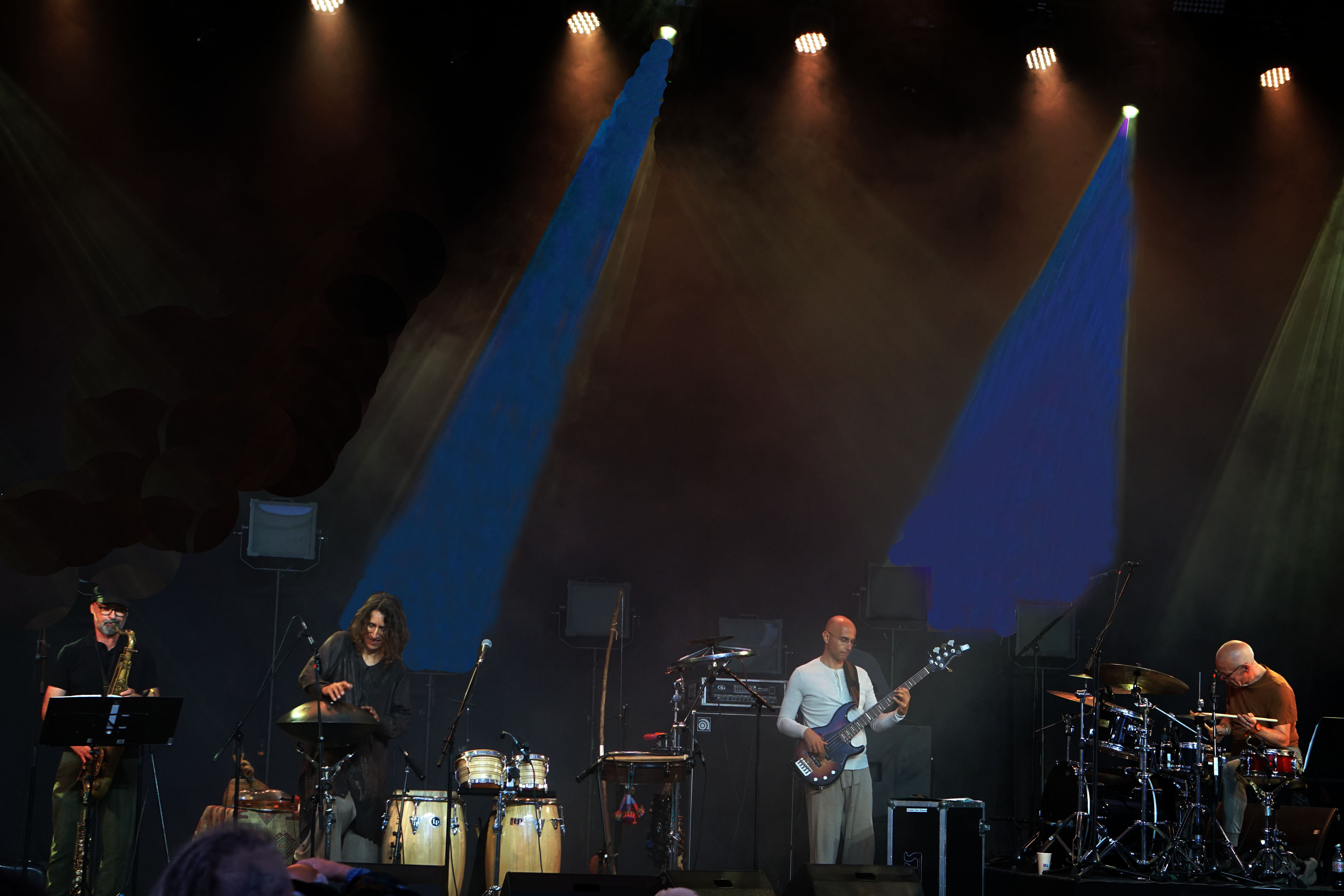
Marco Lobo Quartet (2023)

Ali Dogan Gönültas (Türkei), Alogte Oho & His Sounds of Joy (Ghana), Berro (Deutschland), Brushy One String (Jamaika), CHorizonte (Deutschland), Daniel Bongart (Deutschland), Die Feuersteins (Deutschland), Fanfare Ciocarlia (Rumänien), Finn & Jonas (Deutschland), Gitanos de la Esquina (Deutschland), Giufa (Italien), Gringo Mayer & die Kegelband (Deutschland), Marco Lobo Quintette (Brasilien), Marion & Sobo Band (Frankreich/Deutschland), Orfeo Greco Ensemble (Griechenland/Deutschland), Outrage (Frankreich), Pernilla Kannapinn (Deutschland), Pippo Polina (Italien), La Fanfarria del Capitan (Argentinien), Lia de Itamaraca (Brasilien), Dr. Umwuchts Tanzpalast (Deutschland), Mayito Rivera & (Kuba), Reserva Moac (Italien), RIVERS (Deutschland), Roxanne de Bastion (England), Son Rompe Pera (Mexico), SINU (Deutschland/Türkei), Star Femine Band (Benin), X-Dream (Deutschland), Zydeco Annie (Deutschland)  

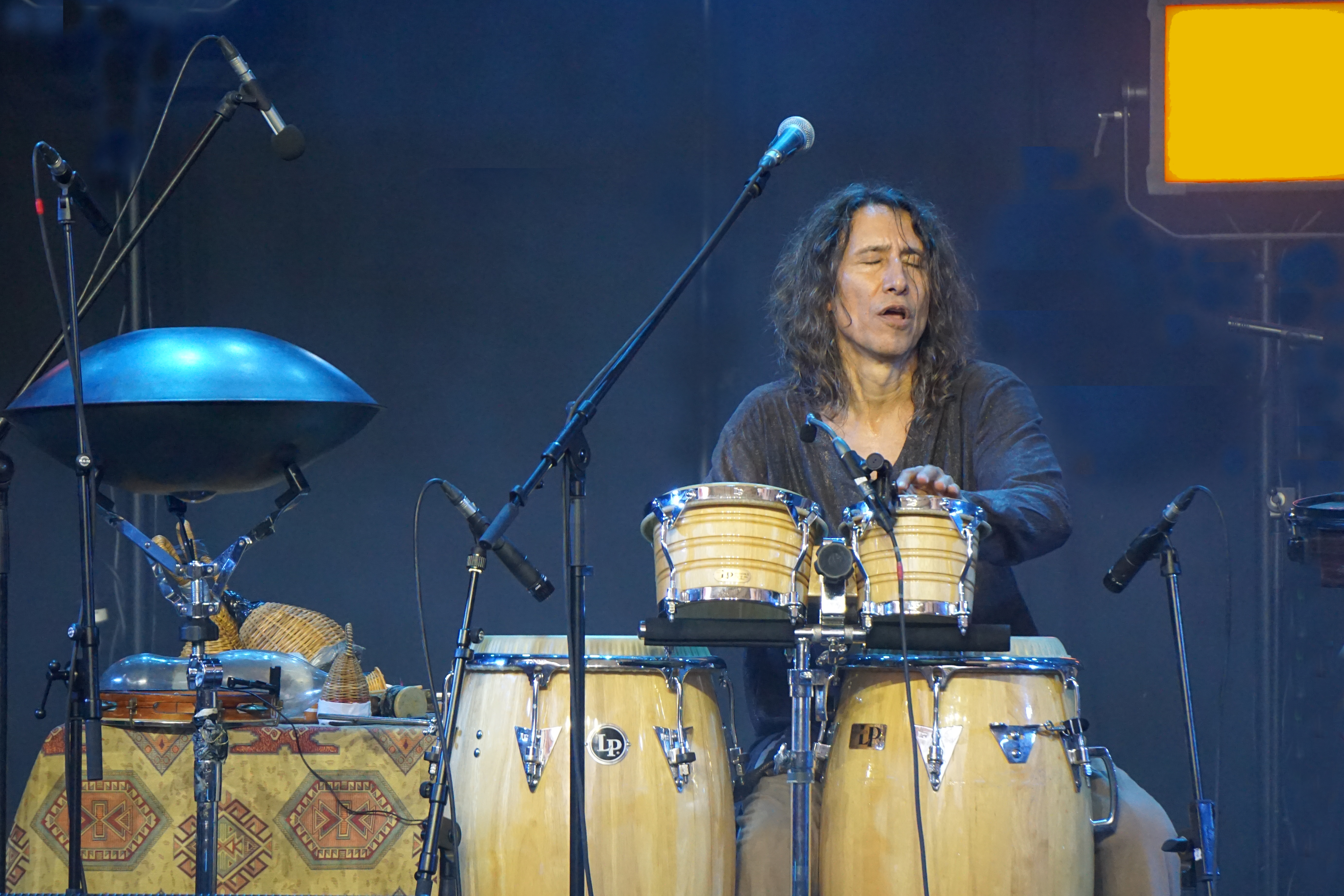
Marco Lobo Quintet
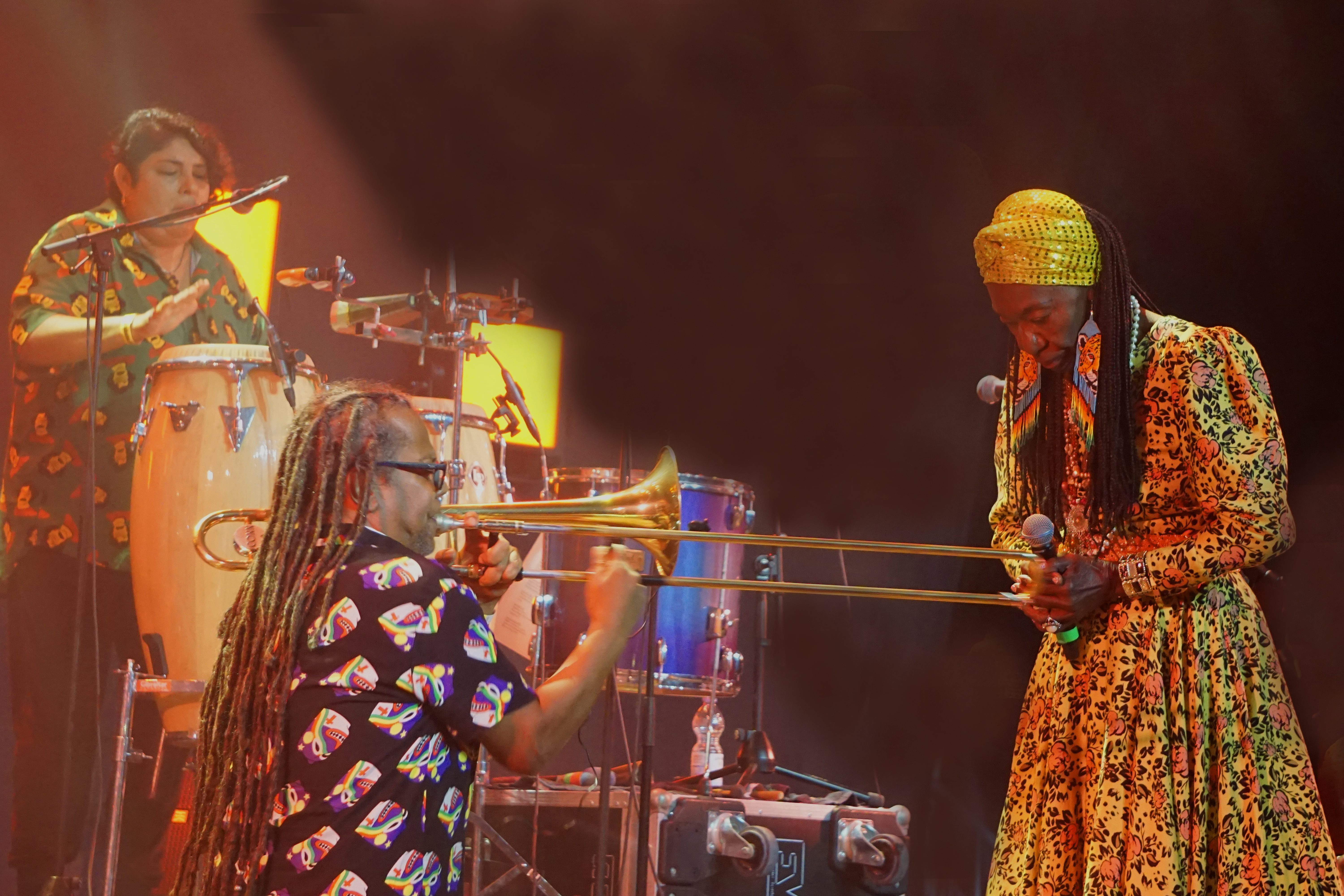
Lia de Itamaraca, Ciranda Meisterin (Brasilien)
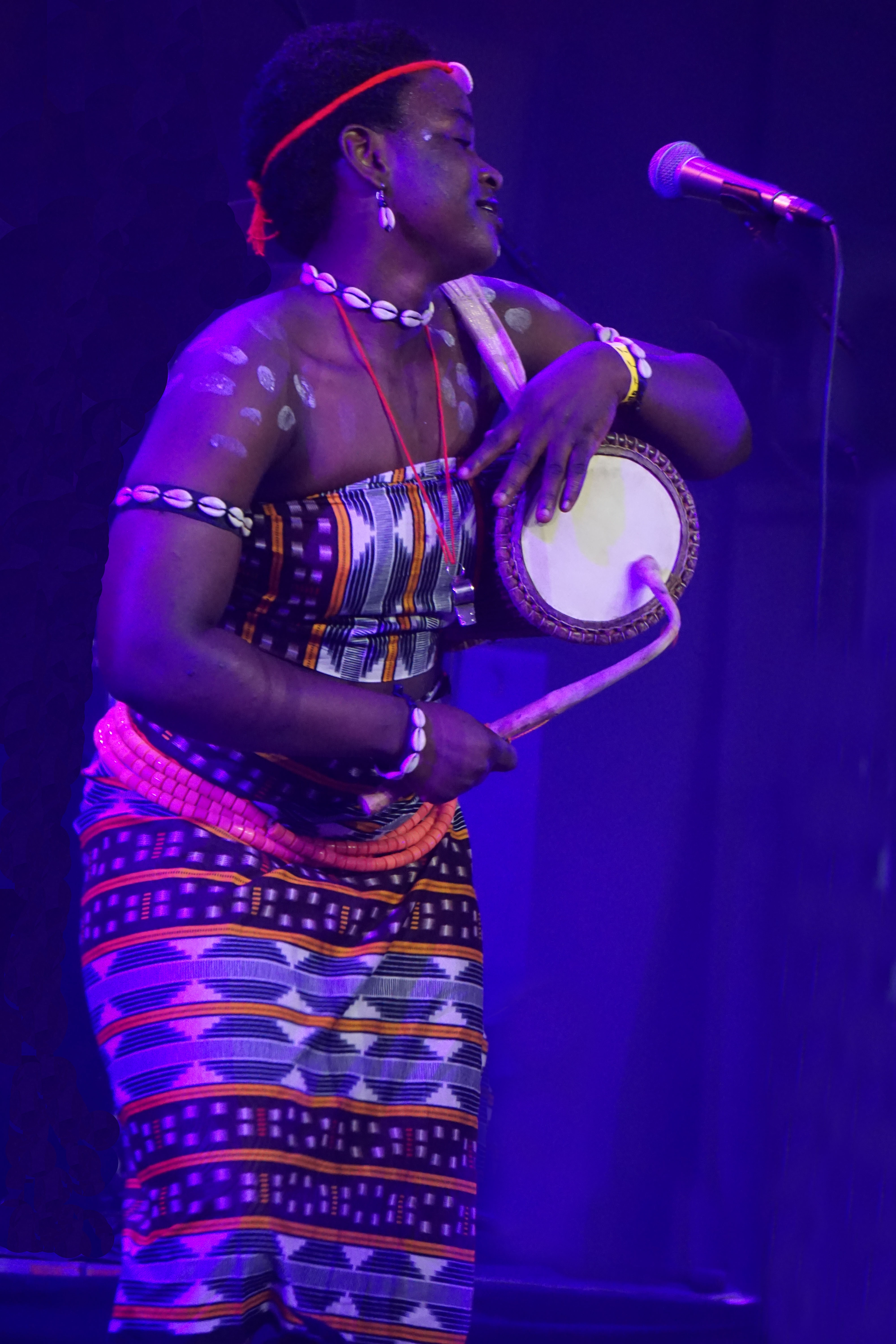
Star Feminine Band aus Benin